# Liste von Persönlichkeiten der Stadt Bremen
Die folgende Übersicht enthält zunächst bedeutende in Bremen geborene Persönlichkeiten, unabhängig von ihrem späteren Wirkungskreis. Unter dem Abschnitt Sonstige Persönlichkeiten werden einige Personen genannt, die in Bremen wirkten, aber andernorts geboren sind.
In jedem Eintrag sollte nur der Personenartikel zur eingetragenen Person verlinkt sein.

## Söhne und Töchter der Stadt Bremen

### Bis 1700
- vor 1316, Gerd Rinesberch, † 1406, Vikar und Chronist
- um 1330, Herbord Schene, † 21. Juni 1413/14, Kanoniker und Chronist
- um 1358, Johann Hemeling, † 27. März 1428, Bürgermeister von Bremen
- um 1390, Heinrich Tocke, † 27. Juni 1454 in Magdeburg, Theologe
- um 1490, Diedrich Hoyer der Ältere, † 22. Juli 1548 in Bremen, Ratsherr und Bremer Bürgermeister
- vor 1500, Daniel von Büren der Ältere, † 4. April 1541 in Bremen, Ratsherr und Bremer Bürgermeister
- 1512, 22. Juni, Daniel von Büren der Jüngere, † 10. Juli 1593, Staatsmann und Bürgermeister
- 1518, Johann Esich, † 29. September 1578 in Braunschweig, Bürgermeister
- um 1520, Erich Hoyer, † 2. April 1597 in Bremen, Jurist, Politiker, Ratsherr und Bremer Bürgermeister
- 1528, Rudolf Clenck, † 6. August 1578 in Callenberg, Theologe
- 1557, Johann Esich, † 30. August 1602, Pädagoge, Prediger und Historiker
- vor 1558, Heinrich Zobel, † nach 1597, Bürgermeister
- 1562, 5. Oktober, Heinrich Krefting, † 1. August 1611, Rechtswissenschaftler und Politiker
- 1568, 6. Juli, Diedrich Hoyer der Jüngere, † 29. Oktober 1623 in Bremen, Ratsherr und Bremer Bürgermeister
- 1574, Arnold Clapmarius, † 1. Juni 1604 in Nürnberg, Staatsrechtler
- 1576 od. 1578, Johann Zobel, † 20. Januar 1631 in Bremen, Jurist, Bürgermeister in Bremen und Diplomat in dänischem Dienst
- 1592, 22. Juli, Johann Wachmann der Ältere, † 12. Mai 1659, Syndicus der Freien Hansestadt Bremen und Gesandter bei den Verhandlungen zum Westfälischen Frieden
- 1595, 28. Februar, Liborius von Line, † 5. März 1664 in Bremen, Jurist, Bürgermeister in Bremen, Gesandter bei den Verhandlungen zum Westfälischen Frieden
- 1600, 11. August, Matthaeus von Wesenbeck, †  24. April 1659 in Bremen, brandenburgischer Staatsmann, Gesandter bei den Verhandlungen zum Westfälischen Frieden
- 1601, 1. Juli, Gerhard Coccejus (eigentlich: Gerhard Coch), † 27. Juli 1660, Ratsherr und Gesandter Bremens bei den Verhandlungen zum Westfälischen Frieden
- 1603, 9. August, Johannes Coccejus (eigentlich: Johannes Coch), † 5. November 1669 in Leiden, protestantischer Theologe, einer der Hauptvertreter der Föderaltheologie
- 1604, Burchard Lösekanne, † 12. Mai 1654, Kaufmann und Eltermann der Kaufleute
- 1609, 15. Juli, Heinrich Meier, † 30. August 1676, Rechtsgelehrter, Ratsherr, Diplomat und ab 1654 Bürgermeister der Stadt Bremen
- 1611, 16. September, Johann Wachmann der Jüngere, † 15. Februar 1685, Rechtsgelehrter, Diplomat, Syndicus und Gesandter der Stadt Bremen im 17. Jahrhundert
- 1616, 26. Februar, Gerhard Meier, † 15. oder 26. April in Bremen, Pädagoge und Rektor des Gymnasiums Illustre in Bremen
- um 1618, Henry Oldenburg; † 5. September 1677 in Charlton, Diplomat und Naturphilosoph
- 1618, 26. August, Burchard Eden, † 16. September 1689, Syndicus
- um 1620, Hinrich Mahlstede, † Ende Oktober 1700, Chronist des bremischen Krameramtes
- 1622, 20. November, Bernhard Schultze, † 30. Dezember 1687 in Kiel, Jurist und Kameralist, Hochschullehrer
- 1623, 26. September, Christian Friedrich Crocius, † 13. August 1673 in Marburg, Mediziner, Orientalist und Hochschullehrer
- 1624, Franz Wulfhagen, † 1670, Maler
- 1626, 17. Dezember, Paul Glandorp, † 5. November 1696 in Bremen, Mediziner
- 1628, 14. September, Heinrich Duising, † 15. Dezember 1691 in Marburg, Theologe und Philosoph
- 1635, Caspar Schultze, † März 1715 in Bremen, Kupferstecher
- 1643, 23. Juli Johannes Tesmar, † 23. September 1693 in Marburg, Rechtswissenschaftler und Hochschullehrer
- 1644, 25. März, Heinrich von Cocceji, † 18. August 1719 in Frankfurt (Oder), Professor für Natur- und Völkerrecht an der Universität in Heidelberg
- 1649, Heinrich Woldt † 1723, Kaufmann und Ratsherr der Hansestadt Lübeck
- 1650, Joachim Neander, † 1680, Rektor, Pfarrer, Kirchenliederdichter und -komponist (Lobe den Herren, den mächtigen König der Ehren; Tut mir auf die schöne Pforte; Wunderbarer König). Nach ihm wurde das Neandertal, in dem später der „Neandertaler“ gefunden wurde, benannt.
- 1664, 10. Juli, Arnold Wesenfeld, † 8./12. Oktober 1727 in Frankfurt (Oder), Hochschullehrer und Rektor der Universität Viadrina sowie Bürgermeister der Stadt Frankfurt (Oder)
- 1667,  7. Februar, Zacharias von Wolf, † 5. April 1726 in Kiel, Heerführer
- 1678, 12. April, Michael Kulenkamp, † 2. März 1743 in Kassel, Oberappellationsgerichtsrat
- 1680, Diedrich Baedeker, † 1716 in Bielefeld, Buchdrucker und Verleger
- 1682, Theodor von Hase, † 25. Februar 1731, reformierter Theologe, Geistlicher und Hochschullehrer
- 1688, 17. April, Hermann Heeren, † 10. Mai 1745, evangelischer Geistlicher und Domprediger
- 1689, 25. Dezember, Conrad Iken, † 30. Juni 1753, evangelischer Geistlicher und Rektor des Gymnasiums
- 1690, 6. Oktober, Heinrich Bass, † 5. März 1754 in Halle (Saale), Mediziner
- 1693, 3. Oktober, Hermann Post, † 13. November 1762, Jurist und Archivar
- 1696, 20. Dezember, Theophilus Wilhelm Frese, † 1763, Bildhauer
- 1697, 15. November, Johann Baring, † 1748, Kaufmann, wanderte nach England aus, wo seine Söhne später die Barings Bank gründeten
- 1699, Martin Mushard, † 20. Oktober 1770 in Geestendorf, Pastor, Prähistoriker und Archäologe

### 18. Jahrhundert
- 1705, 26. April, Volkhard Mindemann, † 15. Mai 1781, Jurist, Ratsherr/Senator und Bürgermeister
- 1707, 31. Oktober, Johann Philipp Cassel, † 17. Juli 1783, Professor und Gelehrter
- 1708, 20. Juni, Johann Heinrich Böhm, † 22. Dezember 1783 in Rio de Janeiro, deutscher Offizier, portugiesischer Generalmajor, brasilianischer Generalleutnant
- 1710, 11. April, Heinrich Meene, † 20. Mai 1782 in Jever, evangelischer Theologe, Konsistorialrat und Superintendent
- 1710, 25. April, Andrew Grote, deutsch-britischer Kaufmann und Bankier
- 1723, 2. Mai, Johann Wilhelm Hönert, † 20. November 1790 in Lilienthal, Pastor und Kirchenhistoriker
- 1725, 5. Januar, Martin Crugot, † 5. September 1790, Hofprediger beim Fürsten Hans Carl zu Carolath-Beuthen
- 1725, 18. September, Johann Abraham Ahasverus, † 17. Februar [?] 1802 in Bremen, Jurist und Archivar
- 1726, 10. November, Christian Adam Gondela, † 12. Juni 1777 in Eutin, Stadtphysikus von Bremen sowie Justizrat und Leibarzt des Bischofs von Eutin
- 1733, 14. September, Daniel Meinertzhagen, † 12. Juni 1807 in Bremen, Kaufmann, Politiker und Bremer Ratsherr
- 1737, 3. September, Johann Peter Berg, † 3. März 1800 in Duisburg, evangelischer Theologe, Orientalist und Hochschullehrer
- 1742, 22. Oktober, Christoph Diedrich Arnold Delius, Kaufmann und Diplomat in Bremen sowie US-Konsul
- 1745, 23. August, Georg Gröning, † 1. August 1825, Ratsherr, Senator und Bürgermeister
- 1748, 18. Februar, Diederich Meier, † 2. Dezember 1802, Jurist, Bremer Ratsherr und Bürgermeister
- 1750, 16. Oktober: Johann Friedrich Gildemeister, † 15. Januar 1812, Rechtswissenschaftler
- 1752, 4. Januar, Adolf Friedrich Furchau, † 19. Dezember 1819 in Stralsund, Pädagoge
- 1752, 22. April, Georg Joachim Göschen, † 5. April 1828 in Grimma, Verleger
- 1753, 11. September, Johann Gildemeister, † 9. Februar 1837, Kaufmann und Ratsherr
- 1754, 4. Mai, Heinrich Gerhard Post, † 7. November 1825, Jurist und Archivar
- 1755,  2. August, Caspar von Lingen, † 12. Januar 1837 in Bremen, Jurist und Bremer Senator
- 1758, 30. April, Jacob Ludwig Iken, † 17. August 1811 in Bremen, Jurist und Senator
- 1758, 11. Oktober, Heinrich Wilhelm Olbers, † 2. März 1840, Arzt und Astronom
- 1760, 25. Oktober, Arnold Heeren, † 6. März 1842 in Göttingen, Historiker
- 1761, 4. Februar, Blasius Merrem, † 23. Februar 1824 in Marburg, Zoologe
- 1761, 27. August, Volchart Meier, † 9. April 1811 in Bremen, Jurist und Senator
- 1761, 26. Oktober, Johann Heineken, † 17. Januar 1851, Mediziner und Stadtphysicus von Bremen
- 1763, 6. April, Daniel Schütte, † 14. März 1850, Jurist und Theaterdirektor
- 1765, Ludwig Rullmann, † vermutlich 1822 in Paris, Maler, Zeichner und Lithograf
- 1766, 19. Juli Johann Heinrich Menken, † 1. Januar 1838, Maler
- 1767, Daniel Braubach, † 31. Januar 1828 in Hamburg, Nautiker und Pädagoge
- 1768, 29. Mai, Gottfried Menken, † 1. Juni 1831, evangelischer Pfarrer, gilt als bedeutendster Vertreter der Erweckungstheologie in Nordwestdeutschland
- 1773, 5. November, Johann Smidt, † 7. Mai 1857, Politiker und letzter auf Lebenszeit gewählter Bürgermeister
- 1774, 30. März, Gerhard Meyer, † 1855 in Bad Rehburg, Kaufmann und Bremer Bauherr am St. Petri Dom
- 1774, 1. August, Ferdinand Beneke, † 1. März 1848 in Hamburg, Jurist und Politiker
- 1774, 4. Oktober, Heinrich Gröning, † 29. März 1839 in Bremen, Jurist und Bremer Bürgermeister
- 1775, 22. Februar, Johann Lange, † 29. April 1844 in Bremen-Vegesack, Schiffbauer
- 1775, 29. Dezember, Nikolaus Meyer, † 26. Februar 1855 in Minden, Arzt und Schriftsteller
- 1776, 4. Februar, Gottfried Reinhold Treviranus, † 16. Februar 1837, Mediziner
- 1777, 15. August, Isaak Altmann, † 15. Dezember 1837, Landschaftsgärtner
- 1779, 10. September, Ludolf Christian Treviranus, † 6. Mai 1864 in Bonn, Botaniker
- 1780, 25. Mai, Friedrich Adolph Dreyer, † 21. Mai 1850 in Bremen, Maler und Lithograf, Kunsthändler und -sammler
- 1781, 13. August, Betty Gleim, † 27. März 1827, Pädagogin, Schulgründerin und Schriftstellerin
- 1782, 22. Mai, Johann Andreas Harmssen, † 29. Januar 1861, Kapitän und zweifacher Weltumsegler
- 1782, 15. September, Elise Müller, † 30. Dezember 1849 in Bremen, Pianistin, Klavierlehrerin und Komponistin
- 1782, 21. November, Martin Heinrich Wilkens, † 8. Mai 1869, Goldschmiedemeister
- 1785, 6. März, Gesche Gottfried, geb. Timm, † 21. April 1831, hingerichtet durch das Schwert, genannt „der Engel von Bremen“, war die bekannteste Serienmörderin ihrer Zeit
- 1785, 17. November, Justin Friedrich Wilhelm Iken, † 12. Mai 1866 in Bremen, Kaufmann, Reeder und Senator
- 1786, 12. Dezember, Johann Georg Iken, † 6. Mai 1850 in Bremen, Jurist und Senator
- 1787, 23. Juni, Diederich Meier, † 25. April 1857, Bürgermeister
- 1788, 12. Januar, Georg Treviranus, † 1868, ev. Theologe
- 1789, 7. September, Carl Jakob Iken, † 23. April 1841 in Florenz, Neogräzist
- 1790, 7. März, Ludwig Georg Treviranus, † 7. November 1869 in Brünn, Ingenieur und Mechaniker, war am Bau des Dampfschiffs Die Weser beteiligt
- 1791, 13. September, Karl Theodor Menke, † 1861 in Bad Pyrmont, Arzt
- 1791, 22. September, Gerhard von dem Busch, † 19. September 1868 in Bremen, Arzt, Fachübersetzer und Malakologe
- 1794, 27. Mai, Heinrich Frese, † 20. Juli 1869, Bildhauer
- 1796, 3. August, Anna Lühring, † 25. August 1866 in Hamburg, preußische Soldatin
- 1798, 16. Januar, Georg Barkhausen, † 13. Juni 1862
- 1798, 4. April, Johann Wetzel, † 25. März 1880 in Bremen, Baumeister, Dombaumeister am St.-Petri-Dom
- 1798, 15. Mai, Carl Theodor Gevekoht, † 21. August 1850, Kaufmann und Bremer Abgeordneter der Frankfurter Nationalversammlung
- 1798, 19. September, Stephan Messerer, † 19. Januar 1865, Maler
- 1799, 4. März, Gottfried Menken, † 26. November 1838, Maler
- 1799, 17. März, Thomas Friedrich von Zobel von Giebelstadt und Darstadt, † 12. Juli 1869 in Villach, österreichischer Feldmarschallleutnant
- 1800, 17. März, Johann David Schlichthorst, † 29. März 1843 in Padingbüttel, Mitbegründer der Norddeutschen Missionsgesellschaft
- 1800, 13. November, Michael Friedrich Oppermann, † 1883, Geograph, Pädagoge und Schulleiter
- um 1800, Johann Friedrich Stock, † 16. September 1866 in Breslau, Maler und Zeichner

### 19. Jahrhundert

#### 1801 bis 1825
- 1801, 8. Dezember, Daniel Meinertzhagen, † 12. Juli 1869 in London, deutsch-englischer Kaufmann und Bankier
- 1802, 27. Januar, Arnold Duckwitz, † 19. März 1881, Bremer Senator und Bürgermeister und Reichsminister
- 1802, 18. November, Johann Wilhelm Wendt, † 6. Juni 1847 in Bremen, Kapitän, vierfacher Weltumsegler, Entdecker, Erfinder und Unternehmer
- 1803, 22. Februar, Johann Georg Wermelskirch, † 20. Dezember 1872, lutherischer Theologe
- 1803, 9. April, Carl Friedrich Gottfried Mohr, † 13. Dezember 1888 in Bremen, Jurist, Bremer Senator und Bürgermeister
- 1803, 10. Dezember, Reinhard Wilhelm Bädecker, † 1. Juni 1868, Kaufmann und Reeder
- 1804, Gottfried Koch, Gründer der Gold- und Silberschmiedewerkstatt Koch & Bergfeld
- 1804, 9. Oktober, Johann Heinrich Volkmann, † 28. März 1865, Theologe
- 1804, 4. Dezember, Johann Christoph Dubbers, † 7. September 1877, Kaufmann und Unternehmer
- 1805, 29. März, Henriette Grabau, † 28. November 1852, Hauptsängerin am Leipziger Gewandhaus, erste Lehrerin am Leipziger Konservatorium
- 1805, 26. Mai, Jakob Frerichs, † 24. Oktober 1970, Theologe
- 1807, 8. Dezember, Heinrich Nicolaus Ulrichs, † 10. Dezember 1843, Philologe
- 1808, 28. April, Johann Georg Kohl, † 28. Oktober 1878, Reiseschriftsteller, Geograph, Historiker und seit 1863 Bremer Stadtbibliothekar
- 1808, 30. Oktober, Simon Loschen, † 8. Dezember 1902, Architekt
- 1808, 9. Dezember, Marie Mindermann, † 25. März 1882 in Bremen, Frauenrechtlerin und Schriftstellerin
- 1808, 22. Dezember, Karl Ludwig Neubourg, † 31. Januar 1895 in Stade, Jurist und Politiker
- 1809, Friedrich August Pflugfelder, † nach 1856 in Düsseldorf, Kupferstecher
- 1809, 16. Oktober, Hermann Henrich Meier, † 17. November 1898 in Bremen, Gründer des „Norddeutschen Lloyd“
- 1810, 3. Januar, Friedrich Wagenfeld, † 26. August 1846 in Bremen, Philologe und Schriftsteller bremischer Märchen
- 1810, 1. Juli, Christian Grabau, † 4. Januar 1874 in Bremen, Maler und Zeichenlehrer sowie Radierer
- 1810, 31. Dezember, Johann Karl Vietor, † 17. Januar 1870 in Bremen, Kaufmann und Unternehmer
- 1811, 19. Februar, Gustav Kulenkampff, † 11. März 1878 in Bremen, Kaufmann und Politiker
- 1811, 12. April, Johann Georg Walte, † 9. September 1890 in Bremen, Maler und Zeichner
- 1811, 16. Oktober, Friedrich Wilhelm Kohl, † 18. September 1864 auf Norderney, Maler
- 1812, 15. Januar, Daniel Eduard Meier, † 5. September 1873 in Wangen im Allgäu, Mediziner und zweiter Ehemann der Frauenrechtlerin und Schriftstellerin Louise Aston
- 1812, 15. Februar, Daniel Georg Volkmann, † 28. März 1892, Bankier
- 1812, 15. Juni, Johann Andreas Deneys, † 1864, Bildhauer
- 1813, 3. Juli, Carl Steinhäuser, † 9. September 1879 in Karlsruhe, Bildhauer
- 1813, 30. Januar, Christian Heinrich Wätjen, † 28. Februar 1887, Reeder
- 1813, 19. September, Nikolaus Delius, † 18. November 1888 in Bonn, Anglist und Shakespeare-Forscher
- 1813, 24. Oktober, Carl Gerhard Poppe, † 2. Juni 1891 in Bremen, Architekt
- 1813, 28. Oktober, Johann Georg Meyer, † 4. Dezember 1886 in Berlin, Genremaler
- 1814, 14. Februar, Hermann Alexander Müller, † 27. Mai 1894 Bremen, Kunsthistoriker
- 1814, 25. Juli, Ida Kohl, † 25. Dezember 1888 in Freiburg im Breisgau, Schriftstellerin
- 1814, 31. Oktober, Cornelius Rudolph Vietor, † 8. Februar 1897 in Bremen, Theologe
- 1814, 8. November, Gustav Hartlaub, † 29. November 1900 in Bremen, Arzt und Ornithologe
- 1815, 21. Dezember, Metta Cordes, † 16. Dezember 1905 in Delmenhorst, unter dem Namen Mudder Cordes bekanntes Bremer Stadtoriginal
- 1816, 24. Januar, Wilhelm Henzen, † 27. Januar 1887 in Rom, Epigraphiker
- 1816, 21. September, Johann Friedrich Rohr, † unbekannt, Schriftsetzer und Herausgeber der Norddeutschen Volkszeitung
- 1817, Daniel Diederich Knoop, † 1893 in Bremen, Großkaufmann
- 1818, 9. April, Wilhelm Steinhäuser, † 5. Mai 1903 in Bremen, Maler des Klassizismus
- 1818, 31. Januar, Julie Salis-Schwabe, † 20. Mai 1896 in Neapel, Philanthropin, setzte sich für die Verbreitung der Fröbelpädagogik in Italien und England ein
- 1818, 30. Dezember, Marie Rogge, geb. Koch, † 5. Oktober 1908, Frauenrechtlerin
- 1819, 16. Januar, Friedrich Ludwig Eduard Eggeling, † 16. Februar 1898, deutscher Richter und Abgeordneter im preußischen Herrenhaus
- 1819, 1. Juli, Carl Wilhelm von Zehender, † 19. Dezember 1916 in Rostock-Warnemünde, Mediziner, Professor für Augenheilkunde
- 1819, 26. August, Addig Jaburg, † 28. Dezember 1875, Stuben- und Porträtmaler
- 1820, 12. März, Christian Lahusen, † 25. Mai 1898 in Bremen, Gründer der Norddeutschen Wollkämmerei & Kammgarnspinnerei
- 1821, 15. Mai, Ludwig Knoop, † 16. August 1894 in Bremen, Unternehmer (Textil)
- 1822, 7. Januar, Carl Anton Kirchner, † 1. September 1869 in Bremen, Maler
- 1823, 23. Februar, Hermann von Gröning, † 8. März 1898 in Bremen, Jurist, Kaufmann und Senator in Bremen
- 1823, 13. März, Otto Gildemeister, † 25. August 1902, Schriftsteller und Bremer Bürgermeister
- 1824, 30. August, Carl Siebold, † 21. Januar 1907 in Ahrweiler, Geheimer Finanzrat und Finanzberater
- 1824, 15. Dezember, Diedrich Samuel Kropp, † 15. Mai 1913 in Bremen, Bildhauer
- 1825, 21. August, Johann Heinrich Theodor Claussen, † 13. Januar 1908 in Bremen, Kaufmann, Politiker und Präsident der Bremischen Bürgerschaft

#### 1826 bis 1850
- 1826, 26. Juni, Adolf Bastian, † 2. Februar 1905 in Trinidad und Tobago, Ethnologe sowie Gründer des Museums für Völkerkunde in Berlin
- 1827, 19. März, August von Kaven, † 19. Mai 1891 in Aachen, Bauingenieur und erster Rektor der RWTH Aachen
- 1827, 17. Juni, Heinrich Rohlfs, † 5. Mai 1898 in Wiesbaden, Mediziner und Schriftsteller
- 1828, 19. Februar, Eduard Mohr, † 26. Dezember 1876 in Malange, Angola, Afrikaforscher
- 1828, 22. März, Amalie Murtfeldt, † 28. Juni 1888, Malerin
- 1828, 24. Mai, Joseph Johannes Arnold Hachez, † 4. Januar 1901, Kaufmann
- 1829, 26. August, Hermann Adolf Koch, † 20. Januar 1876 in Pforta, Altphilologe
- 1830, 20. Juni, Friedrich Nobbe, † 15. September 1922 in Tharandt, Agrikulturchemiker, Botaniker und bedeutender Saatgutforscher
- 1830, 22. Oktober, Johann Eggers, † 17. März 1881 in Bremen, Kaufmann und Präsident der Bremer Handelskammer
- 1831, 14. April, Gerhard Rohlfs, † 2. Juni 1896 in Rüngsdorf bei Bad Godesberg, Afrikareisender und Schriftsteller
- 1832, 15. November, Hermann Ottomar Herzog, † 6. Februar 1932 in Philadelphia (USA), Landschaftsmaler der Düsseldorfer Schule
- 1833, 25. März, August Wilmanns, † 27. Oktober 1917 in Berlin, Altphilologe und Bibliothekar
- 1834, Gustav von der Heyde, † 29. Juni 1891 in Sydney, Australien, deutsch-neuseeländischer Geschäftsmann und Politiker
- 1834, 16. Juli, Adolf Lüderitz, † 30. Oktober 1886 im Oranje-Fluss in Südwestafrika, Großkaufmann und Begründer der Kolonie Deutsch-Südwestafrika
- 1835, 3. März, Heinrich Wilhelm Schaefer, † 31. März 1892 in Flensburg, Klassischer Philologe und Gymnasiallehrer
- 1835, 12. April, Heinrich Hartmann, † 3. Januar 1909 in Bremen, Politiker
- 1835, 18, April, Heini Holtenbeen, eigentl. Heinrich Jürgen Keberle, † 13. September 1909 in Bremen, Bremer Stadtoriginal
- 1835, 14. Juli, Ottilie Hoffmann, † 20. Dezember 1925 in Bremen, Pädagogin und Sozialpolitikerin und Begründerin der Ottilie-Hoffmann-Häuser
- 1836, 27. Juni, Johann Christoph Eduard Dubbers, † 25. August 1909 in Bremen, Kaufmann und ab 1865 erster dänischer Honorarkonsul
- 1836, 24. Juli, Johann Christoph Achelis, † 18. November 1913, Kaufmann und Senator
- 1836, 21. November, Franz Ernst Schütte, † 11. Februar 1911 in Bremen, Kaufmann, Ölimporteur und bedeutender Mäzen, Bruder von Carl Schütte
- 1837, 12. September, Johann Georg Poppe, † 18. August 1915 in Lesum, Architekt
- 1837, 6. Oktober, Elard Hugo Meyer, † 11. Februar 1908 in Freiburg im Breisgau, Indogermanist
- 1837, 15. Oktober, Johann Friedrich Iken, † 21. Dezember 1902 in Bremen, Theologe und Kirchenhistoriker
- 1838, Johannes Rippe, † 11. Mai 1908 in Bremen, Architekt und Baubeamter
- 1838, 13. Januar, Ernst Christian Achelis, † 10. April 1912, Theologe
- 1838, 6. August, August Lüderitz, † 15. Dezember 1922, Kolonialpionier
- 1838, 13. September, Diederich Volkmann, † 13. Juli 1903 in Tabarz, Altphilologe und 20 Jahre Rektor der Fürstenschule Schulpforta
- 1838, 16. Oktober, Johann Friedrich Hennings, † 29. Juni 1899 in München, Genre- und Landschaftsmaler
- 1839, 2. Januar, Carl Schütte, † 11. Februar 1917, Unternehmer, Bruder von Franz Ernst Schütte
- 1839, 26. Januar, Albert Gröning, † 23. Juni 1903 in Bremen, Politiker, Senator und Bürgermeister von Bremen
- 1839, 11. Oktober, Frédéric Heineken, † 28. Juni 1897, Gutsbesitzer und Mitglied des preußischen Abgeordnetenhauses
- 1839, 25. November, Christoph Hellwig Papendieck, † 17. November 1891 in Territet in der Schweiz, Kaufmann
- 1840, 3. März, Friedrich „Fritz“ Ludwig Tilman Achelis, † 20. Mai 1917, Kaufmann und Politiker
- 1842, 25. Januar, Johann Heinrich Volkmann, † 13. Mai 1916, Kaufmann
- 1842, 28. August, Fanny Meyer, † 23. Dezember 1909 in Bremen, Malerin
- 1843, 31. Januar, Carsten Dreßler, † 19. Juli 1929 in Bremen, Brauereibesitzer
- 1843, 26. März, Hermann Frese, † 16. Januar 1909 in Bremen, Politiker, Reichstagsabgeordneter und Mitglied des Bremer Senats
- 1844, 6. August, Marie Eggers-Smidt, † 29. Dezember 1923 in Bremen, Frauenrechtlerin
- 1844, 13. August, Heinrich Averbeck, † 2. Februar 1889 in Bad Laubbach b. Koblenz, Dr. med., praktischer Arzt und Begründer der physikalischen Heilmethoden und deren Kombination
- 1844, 25. September, Wilhelm Hasselmann, † 25. Februar 1916 in New York, USA, sozialistischer Politiker der Vorläuferparteien der SPD (ADAV und SAP), Reichstagsabgeordneter, Parteiausschluss 1880 aufgrund sozialrevolutionär-anarchistischer Ambitionen, emigriert in die USA
- 1845, 16. Mai, Dietrich Schäfer, † 12. Januar 1929 in Berlin, Historiker
- 1845, 21. Dezember, Hermann Henrich Meier, † 9. August 1905 in Bad Harzburg, Jurist, Unternehmer und Kunstmäzen
- 1847, 1. April, Ludwig Beermann, † 7. Oktober 1924 in Bremen, Architekt
- 1847, 8. Juni, Albrecht Poppe, † 17. Februar 1907, Zoologe und Schriftsteller
- 1848, 5. Februar, Eduard Gildemeister, † 6. September 1946 in Oldenburg, Architekt
- 1848, 4. März, Frederick Sander, † 23. Dezember 1920 in Brügge, deutsch-englischer Botaniker
- 1848, 14. Februar, Carl Georg Barkhausen, † 5. November 1917, Bürgermeister
- 1848, 8. Juni, Johann Focke, † 10. Dezember 1922 in Bremen, Syndicus des Bremer Senats und Gründer und Leiter des nach ihm benannten Focke-Museums in Bremen
- 1848, 3. November, Eduard Sonnenburg, † 25. Mai 1915 in Bad Wildung, Mediziner
- 1849, 26. Oktober, Heinrich Bulthaupt, † 20. August 1905 in Bremen, Autor und Stadtbibliothekar in Bremen
- 1849, 28. November, Karl von Scharfenberg, † 18. April 1922 auf Schloss Wanfried, Gutsbesitzer, Mitglied des Provinziallandtages der Provinz Hessen-Nassau
- 1850, 3. Mai, Hedwig Heyl, † 23. Januar 1934, Frauenrechtlerin und Sozialpolitikerin
- 1850, 30. November Wilhelm Henzen, † 11. September 1910 in Leipzig, Dichter, Librettist, Dramaturg und Redakteur

#### 1851 bis 1875
- 1852, 18. Januar, Martin Donandt, † 23. Januar 1937, Bremer Senator und Bürgermeister
- 1852, 26. Juli, Johann Heinrich Burchard, † 6. September 1912 in Hamburg, Hamburger Bürgermeister
- 1852, 30. November, Hermann Gollancz, † 15. Oktober 1930 in London, Rabbiner und Hebraist
- 1853, 20. November, Clemens Carl Buff, † 23. Februar 1940 ebenda, Bremer Senator und Bürgermeister
- 1853, 1. Dezember, Friedrich Wilhelm Rauschenberg, † 28. September 1935 in Bremen, Architekt
- 1854, 15. Oktober, Carl Rodenberg, † 6. Juli 1926 in Kiel, Historiker
- 1854, 3. November, Gerhard Heinrich Kirchhoff, † 19. Dezember 1929, Jurist und Politiker, Bremer Senator
- 1855, 1. Juni, Meta Schütte, † 6. Januar 1931, Kunstsammlerin und Mäzenin
- 1855, 15. Juli, Wilhelm Wolters, † 15. Dezember 1918 in Honolulu, Kaufmann und Mäzen
- 1855, 15. Dezember, John Volkmann, † 16. September 1928, Kaufmann und Erfinder, Gründer der Firma Volkmann, Stollwerck & Co. in New York
- 1856, 30. August, Carl Runge, † 3. Januar 1927 in Göttingen, Mathematiker
- 1857, 22. Juli, Otto Bollweg, † 25. November 1927 in Hannover, Architekt
- 1858, 23. März, Ludwig Quidde, † 4. März 1941 in Genf, Historiker, Publizist, Politiker, Friedensnobelpreisträger 1927 und Pazifist
- 1858, 30. Juni, Johann Friedrich Lahmann, † 5. Juni 1937 in Dresden, Kunstsammler und Mäzen
- 1858, 18. August, Carl Lahusen, † 25. Juni 1921 Löhnhorst, 1888–1921 Leiter der Norddeutschen Wollkämmerei & Kammgarnspinnerei
- 1859, 17. August, Gustav Wilhelm Dreyer, † 6. März 1911 in Bremen, Jurist und Politiker
- 1859, 5. September, Heinrich Vater, † 10. Februar 1930 in Dresden, Bodenkundler und Forstwissenschaftler
- 1860, 1. März, Philipp Heineken, † 28. Dezember 1947 in Tutzing, Kaufmann und Generaldirektor des Norddeutschen Lloyds
- 1860, 30. März, Heinrich Lahmann, † 1. Juni 1905, Arzt und Naturheiler
- 1860, 11. Oktober, Luise Agnes Koch, † 14. März 1934 in Bremen, Pädagogin, Politikerin (DDP) und Frauenrechtlerin
- 1861, 25. September, Stephan von Gröning, † 7. Mai 1944 in Potsdam, Regierungspräsident des Regierungsbezirks Stralsund
- 1861, 5. Oktober Toni Elster, eigentlich Meta Antonie Elster, † 15. Dezember 1948 in München, Malerin
- 1861, 9. Dezember, Johann Beyer, † 19. Dezember 1923, Dichter und Lehrer
- 1862, 29. Juni, Gustav Krüger, † 13. März 1940 in Gießen, evangelischer Theologe, Kirchenhistoriker und Hochschullehrer
- 1862, 26. November, Joseph Emil Hachez, † 24. Dezember 1933, Kaufmann und Chocolatier
- 1863, 11. Februar, Cornelius Osten (auch Cornelio Osten), † 6. September 1936 in Montevideo, Kaufmann und Botaniker
- 1863, 18. Juli, Wilhelm Everding, † 20. Dezember 1928 in Bremen, Bildhauer
- 1863, 28. August, Carl Vinnen, † 16. April 1922 in München, Maler
- 1863, 2. Oktober, Cornelius Rudolf Vietor, † 14. Juli 1932 in Hude (Oldenburg), protestantischer Geistlicher und Schriftsteller
- 1863, 16. Oktober Friedrich Nebelthau, † 14. März 1947 in Bremen, Jurist, Syndicus und Bremer Senator
- 1864, 3. Mai, Eduard Achelis, † 28. August 1939, Kaufmann
- 1864, 14. Juni, John Meier, † 3. Mai 1953, germanistischer Mediävist und Volkskundler
- 1864, 15. August, Julius Arnold Koch, † 10. Februar 1956 in Pittsburgh, deutsch-amerikanischer Chemiker und Hochschullehrer
- 1864, 25. August, Emmi Elert, geborene Freiin von Eelking, † 27. Oktober 1927 in Bad Bertrich, Schriftstellerin
- 1865, 6. Januar, Bodo Ebhardt, † 13. Februar 1945 in Braubach, Architekt, Architekturhistoriker und Burgenforscher
- 1865, 7. März, Adolf Schmidt, † 11. November 1918 in Halle (Saale), Gründer des Medizinischen Fakultätentages
- 1865, 16. März, Hans Georg Achelis, † 25. Februar 1937 in Leipzig, Theologe, Kirchenhistoriker, Christlicher Archäologe und Universitätsprofessor
- 1865, 20. Juli, Johannes Hoops, † 14. April 1949 in Heidelberg, Anglist
- 1866, 2. Februar, Gustav Pauli, † 8. Juli 1938 in München, Kunsthistoriker, Direktor der Kunsthalle Bremen
- 1866, 11. Februar, Christian Krollmann, † 19. Juli 1944 in Königsberg, Philologe, Bibliothekar und Archivar
- 1866, 7. Juni, Ernst Henrici, † 11. Februar 1926 in Bremen, Jurist und Senator der Freien Hansestadt Bremen
- 1866, 5. August Verena Rodewald, † 4. Dezember 1937 in Bremen, Frauenrechtlerin und Politikerin
- 1867, 25. Mai, Hermann Krose, † 26. September 1949 in Köln, katholischer Theologe und Statistiker
- 1867, 14. Juni, Albert Heinrich von Gröning, † 28. November 1951 in Leuchtenburg, Jurist, Regierungspräsident des Regierungsbezirks Koblenz
- 1867, 10. Juli, Heinrich Hoops, † 29. Oktober 1946 in Bremen-Oberneuland, Pastor und Heimatkundler
- 1867, 22. Juli, Auguste Henke, † 4. Februar 1951 in Göttingen, Politikerin (DVP)
- 1867, 13. September, Wilhelm Kiesselbach, † 26. Dezember 1960 in Hamburg, Jurist, Richter am OLG Hamburg
- 1867, 10. Oktober, Heinrich Tillmann, † 1. Februar 1959 in Bremen, Bauingenieur, Oberbaudirektor
- 1867, 26. Oktober, Hermann Rhein, † 10. August 1960 in Bremen, Bremer Politiker (SPD) und Senator
- 1867, 17. November, Anna Feldhusen, † 12. Juni 1951, Malerin und Radiererin
- 1867, 11. Dezember, Heinrich Bulle, † 6. April 1945 in Bad Kohlgrub, Archäologe
- 1868, 26. Februar, Adele Schmitz, † 14. März 1951 in Bremen, Frauenrechtlerin
- 1868, 19. April, Adolf Vinnen, † 11. Mai 1926, Reeder und Unternehmer
- 1869, 3. Februar, Karl Hampe, † 14. Februar 1936 in Heidelberg, Historiker
- 1869, 23. Februar Friedrich Rose, † 2. Oktober 1932 in Bremen, Politiker (SPD), Bürgerschaftsabgeordneter
- 1869, 20. Mai, Johann Jacobs, † 21. Februar 1958, Kaufmann und Kaffeeröster
- 1869, 15. September, Fritz Overbeck, eigentlich August Friedrich Overbeck, † 7. Juni 1909 in Bröcken bei Vegesack, Maler
- 1869, 12. Oktober, Carl Hartlaub, † 17. Mai 1929, Schachspieler
- 1869, 4. November, Fritz Schumacher, † 5. November 1947, Architekt und Stadtplaner
- 1869, 12. November, Heinrich Meyer, † 13. Dezember 1942 in Bremen, Unternehmer und Werftdirektor
- 1869, 24. November, Heinrich Rodewald, † 11. Dezember 1939 in Reetz, Neumark, evangelischer Theologe und Kirchengeschichtler
- 1870, 4. Mai, Hermann Böse, † 17. Juli 1943, Musiklehrer, Kommunist, NS-Opfer
- 1870, 11. Juli, Julius Koch, † 9. November 1948 in Bremen, Kaufmann und Schriftsteller
- 1871, 6. Februar, August Nebelthau, † 17. März 1924 in Bremen, Politiker
- 1871, 26. Juli, Natalie Häpke, † 11. September 1923, Altphilologin
- 1871, 9. April, Friedrich (Fritz) Gansberg, † 12. Februar 1950 in Bremen, Pädagoge und Schriftsteller
- 1871, 11. November, Heinrich Friedrich Meyer, † 27. November 1917 in Bremen, Jurist, Politiker, Mitglied des Bremer Senats
- 1871, 1. Dezember, Heinrich Scharrelmann, † 8. August 1940 in Leipzig, Pädagoge und Schriftsteller
- 1872, 9. Januar, Friedrich Karl Biermann, † 16. Mai 1963, Kaufmann und Senator
- 1872, 29. April, Richard Gibon, † 2. Dezember 1947 in München, Landschaftsmaler
- 1872, 13. Juli, Agnes Heineken, † 5. Juli 1954 in Bremen, Frauenrechtlerin und Politikerin (DDP), MdBB
- 1872, 12. September, Heinrich Schulz, † 4. September 1932 in Berlin, Politiker
- 1872, 12. Dezember, Heinrich Vogeler, † 14. Juni 1942 im Kolchos Budjonny bei Kornejewka (Kasachstan), Maler
- 1873, 5. Januar, Dr. jur. Theodor Spitta, † 24. Januar 1969, Senator und Bürgermeister
- 1873, 8. Februar, Hans Höppner, † 24. April 1946 in Krefeld, Biologe, Botaniker und Entomologe
- 1873, 13. August, Georg Bitter, † 30. Juli 1927, Botaniker und Universitätsprofessor
- 1873, 19. August, Friedrich von der Leyen, † 6. Juni 1966 in Kirchseeon bei München, germanistischer Mediävist und Volkskundler
- 1873, 12. September, Theodore Garbade, † 26. Januar 1961, Kaufmann, Bankier, Präsident des Verbandes der Zigarrenhersteller Kubas
- 1873, 28. November, Peter Müller, † 13. Oktober 1934 in Swakopmund, Kaufmann, Politiker und Bürgermeister von Windhoek
- 1874, 3. August, Fritz Entholt, Kaufmann und Politiker, † 25. November 1953
- 1874, 22. Mai, Anton Kippenberg, † 21. September 1950 in Luzern, Schweiz; Verleger und Goethe-Sammler
- 1874, 2. Juni, Ludwig Roselius, † 15. Mai 1943 in Berlin, Kaffeehändler und Gründer der Firma Kaffee HAG, Erfinder des koffeinfreien Kaffees
- 1874, 2. Juli, Bernhard Averbeck, † 17. Oktober 1930 in Jena, Dr. jur. utr., Fabrikant und Präsident des Deutschen Zement-Bundes (DZB)
- 1874, 13. Oktober, Else Rosenthal, † 26. September 1908 in Berlin, Medizinerin
- 1874, 29. Oktober, Adolf Scharfschwerdt, Maler und Zeichner
- 1874, 30. November, Bernard Meyer, † 10. September 1958 in Bremen, Arbeiter und Politiker, Mitglied der Bremischen Bürgerschaft
- 1875, 31. März, Hans Osten, † 29. März 1936 in Montevideo, Kaufmann und Astronom
- 1875, 19. Juli, Gottfried Julius Bergfeld, † 8. September 1934 in Bremen, Unternehmer, Fabrikant
- 1875, 28. Juli, Louis Krages, † 15. Mai 1955, Unternehmer im Holzhandel
- 1875, 3. September, Wilhelm Scharrelmann, † 18. April 1950 in Worpswede, Lehrer und Schriftsteller
- 1875, 4. November, Magdalene Pauli, † 5. August 1970 in Hamburg, Pseudonym Marga Berck, Schriftstellerin
- 1875, 27. November, Julius Grober, † 10. November 1971 in Bonn, Internist und Hochschullehrer

#### 1876 bis 1900
- 1876, 11. Mai, Armin von Lossow, † 28. März 1945 in Berlin-Zehlendorf, Landrat
- 1876, 19. Mai, Friedrich Neumark, † 24. April 1957 in Bremen, Architekt
- 1876, 9. September, Edward E. Kleinschmidt, † 22. August 1977 in Canaan/Connecticut, deutsch-US-amerikanischer Erfinder und Unternehmer
- 1876, 17. November, Wilhelm Blase, † 29. Januar 1946 in Bremen, Politiker, Mitglied der Bremischen Bürgerschaft
- 1876, 30. November, Bernhard Adelung, † 24./25. Februar 1943 in Darmstadt, Ministerpräsident von Hessen 1928–1933
- 1877, 2. Januar, Walter Bertelsmann, † 11. Februar 1963 in Worpswede, Landschaftsmaler
- 1877, 27. März, Margarethe von Reinken, † 20. Januar 1962, Malerin
- 1877, 3. Mai, Karl Abraham, † 25. Dezember 1925 in Berlin, Psychoanalytiker („Traum und Mythos“, 1909)
- 1877, 5. Juli, Marie Stumpe, † 16. Dezember 1946 in den USA, Malerin
- 1877, 8. Juli, Walter Müller, † 16. November 1952 in Bremen, Klassischer Archäologe und Museumsdirektor
- 1877, 30. Juli, Hans Meyer, † 11. April 1964 in Marburg, Mediziner, Röntgenologe und Herausgeber einer Fachzeitschrift
- 1877, 23. Dezember, Anton Albers der Jüngere, † 23. Dezember 1915 in Dünaburg, Lettland, Maler
- 1878, 11. Januar, Ernst Matthes, † 3. November 1918, Maler und Zeichner
- 1878, 26. Januar, Rudolf Alexander Schröder, † 22. August 1962 in Bad Wiessee, Innenarchitekt, Maler, Dichter (Wir glauben Gott im höchsten Thron; Es mag sein, dass alles fällt; Abend ward, bald kommt die Nacht)
- 1878, 2. Juli, Johannes Daniel Volkmann, † 20. Juli 1944, Kaufmann und Präses der Bremer Handelskammer
- 1878, 18. Juli, Hermann Theodor Ritter, † 18. November 1949 in Bremen, Tabakkaufmann und Bremer Senator
- 1878, 24. Juli, Meta Elisabeth Schmidt, † 29. Januar 1941 in Bremen, Pädagogin, Kabarettistin und Frauenrechtlerin
- 1878, 26. Juli, Ernst Hoppenberg, † 29. September 1937, Schwimmer
- 1878, 25. August Andreas Wegener, † nach 1911, deutscher Ruderer
- 1878, 21. September, Clara Westhoff, † 9. März 1954 in Fischerhude, Bildhauerin
- 1878, 26. November, Detmar Heinrich Sarnetzki, † 24. August 1961, Journalist und Schriftsteller
- 1878, 12. Dezember, Conrad Müller, † 9. Januar 1953 in Hannover, Hochschullehrer, Mathematiker, Mathematikhistoriker und Indologe
- 1879, 17. September, Otto Blendermann, † 1944, Architekt
- 1879, 27. Dezember, Eduard Ichon, † 19. Januar 1943
- 1880, 18. April, Ludwig Röbe, † 22. Juni 1959, Bauingenieur und Reichsbahndirektor
- 1880, 26. April, Franz Fromme, † 29. Mai 1960, Autor, Journalist und Übersetzer
- 1880, 28. Mai, Carl Julius Bernhard Börner, † 14. Juni 1953 in Naumburg (Saale), Entomologe, Botaniker und Önologe
- 1880, 9. Juni, Edmund Schaefer, † 24. November 1959 in Unterwössen, Graphiker, Maler und Hochschullehrer
- 1880, 7. Oktober, Conrad Albrecht, † 18. August 1969; Marineoffizier, zuletzt Generaladmiral im Zweiten Weltkrieg
- 1880, 15. Dezember, Emil Waldmann, † 17. März 1945 (Todeserklärung) in Würzburg, Kunsthistoriker, Direktor der Kunsthalle Bremen
- 1880, 22. Dezember, Rosa Katz, † vermutlich 27. September 1940 in Brandenburg a. d. Havel, Psychiatrie-Patientin, Opfer des Nationalsozialismus
- 1881, 7. Mai, Johann Rickmers, † 9. November 1923, Hitler-Putschist
- 1881, 16. Juni, Dora Bromberger, † 18. Juli 1942 im Vernichtungslager Maly Trostinez, Malerin
- 1881, 1. Juli, Ortwin Meier, † 26. Mai 1941, Numismatiker und Fachautor
- 1881, 8. Oktober, Gustav Wilmanns, † 14. Januar 1965 in Schönberg/Taunus, Chemiker und Entwickler des Mehrschicht-Farbfilms
- 1881, 2. Dezember, Heinrich Barkhausen, † 20. Februar 1956 in Dresden, Physiker
- 1882, 21. Mai, Carl Weidemeyer, † 18. April 1976 in Ascona, Künstler und Architekt
- 1882, 9. August, Karl Stoevesandt, † 4. Juli 1977, Prof. D.Dr. med., Mediziner und Theologe
- 1882, 24. August, Henriette Bromberger, † 18. Juli 1942 im Vernichtungslager Maly Trostinez, Pianistin und Musiklehrerin
- 1883, 21. Februar, Walther Kulenkampff † 29. September 1929 in Magdeburg, Unternehmer und Politiker, Reichstagsabgeordneter
- 1883, 19. März, Hans Lehmkuhl, † 24. Februar 1969, Maler, Restaurator
- 1883, 26. Dezember, Carl Ahues, † 31. Dezember 1968 in Hamburg, Schachspieler
- 1884, 12. März, Gustav Friedrich Hartlaub, † 30. April 1963 in Heidelberg, Kunsthistoriker und Direktor der Kunsthalle Mannheim
- 1884, 11. April, August Kaufhold, † 6. Juni 1955 in Dötlingen, Maler
- 1884, 20. Juni, Wilhelm Finke, † 7. November 1950, Physiker und Astronom, Gründungsmitglieder der Olbers-Gesellschaft
- 1884, 19. Oktober, Max Nemetz, † 2. Juli 1971 in Bad Herrenalb, Schauspieler
- 1885, 4. März, Walter Görig, † 7. April 1974, Architekt und Bremer Dombaumeister
- 1885, 21. August, Hans Dreier, † 24. Oktober 1966 in Bernardsville/New Jersey, Künstler und Szenenbildner, Oscargewinner
- 1886, 28. Juni, Richard Duckwitz, † 30. November 1972, Politiker (DDP, NSDAP, DP und GDP) und Bremer Bürgermeister
- 1886, 4. Juli, Herbert von Böckmann, † 10. März 1974 in Baden-Baden, General der Infanterie
- 1886, 23. August, Guste Schepp, † 23. Juli 1967 in Bremen, Politikerin (Deutsche Staatspartei) und Frauenrechtlerin
- 1887, 21. Februar, Erna Rieckmann, † unbekannt, Politikerin (USPD)
- 1887, 7. April, Wilhelm Deisen, † 23. Februar 1962 in Bremen, kommunistischer Politiker
- 1887, 9. Mai, Fritz von Waldthausen, † 12. Dezember 1957 in Essen, Bankier
- 1887, 23. Juni, Ernst Rowohlt, † 1. Dezember 1960 in Hamburg, Verleger
- 1887, 12. August, Heinz Baden, † 25. August 1954 in Bremen-St. Magnus, Maler
- 1887, 23. Dezember, Thomas Otto Achelis, † 14. Juli 1967 in Kiel, Gymnasiallehrer, Historiker und Autor
- 1888, Agnes Sander-Plump, † 23. Dezember 1980 in Lilienthal bei Bremen, Malerin
- 1888, 24. April, Hermann Mester, † 7. Juli 1973, Bremer Politiker und Senator (SPD)
- 1888, 25. Juni, Tami Oelfken, eigentlich Maria Wilhelmine Oelfken, † 7. April 1957 in München, Schriftstellerin und Reformpädagogin
- 1888, 12. Juli, Wilhelm Schüßler, † 11. November 1965 in Bensheim, Historiker
- 1888, 13. Juli, Julie Katz-Aereboe, † 25. März 1927 auf Sylt, Malerin und Kunstpädagogin
- 1888, 2. August, August Hagedorn, † 24. Dezember 1969 in Bremen, Politiker (SPD), Präsident der Bürgerschaft
- 1888, 9. November, Hugo Gebert, † 30. August 1944 in Bremen, Jurist und Politiker
- 1889, 16. August, Carl Rotermund, † 6. Dezember 1976 in Bremen, Architekt
- 1889, 7. Dezember, August Haake , † 2. Januar 1915 in Bremen, Maler und Zeichner
- 1890, 8. Oktober, Henrich Focke, † 25. Februar 1979 in Bremen, Flugzeugkonstrukteur (Gründer der Fa. Focke-Wulf AG)
- 1891, 7. März Helmuth Westhoff, † 16. August 1977 in Fischerhude, Maler
- 1891, 8. März, Hans Heyse, † 19. Oktober 1976 in Göttingen, Philosophieprofessor
- 1891, 14. März, Hermann Wenhold, 15. März 1976, Kaufmann, Politiker (FDP) und bremischer Senator
- 1891, 5. Dezember, Johannes Barth, † 19. März 1981 in Kamakura/Japan, Unternehmer in Japan
- 1892, 6. Januar, Ernst Licht, † 3. Februar 1965 in Worpswede, Komponist
- 1892, 18. März Friedrich Prüser, † 27. August 1974, Staatsarchivdirektor Bremen, Autor
- 1892, 23. Juli, Emil Theil, † 27. Dezember 1968, Bremer Politiker (SPD) und Senator
- 1892, 16. Oktober, Adolf Ziegler, † 18. September 1959 in Varnhalt, Maler, Präsident der Reichskammer der Bildenden Künste
- 1893, 11. Januar, Georg Meyer, † 25. September 1926, erfolgreicher Jagdflieger im Ersten Weltkrieg und Leiter der Luftreederei-Fliegerschule in Magdeburg
- 1893, 25. Januar, Hermann Otto Hoyer, † 30. Mai 1968 in Oberstdorf, Maler
- 1893, 7. Mai, Robert Koepke, † 3. Januar 1968 in Frankenburg, Maler und Grafiker
- 1893, 2. September, Helene Sommer, † 9. Dezember 1988 in Bremen-Schwachhausen, Politikerin (CDU) und Mitglied der Bremischen Bürgerschaft
- 1893, 20. September, Hans Scharoun, † 25. November 1972 in Berlin, Architekt
- 1894, 15. April, Frank Wohlfahrt, † 3. Oktober 1971 in Hamburg, Musiker, Komponist, Musikpädagoge und Musikkritiker
- 1894, 16. Mai, Richard Handwerk, † 23. April 1980 in Gordes, Schauspieler, Regisseur, Theaterleiter, Hörspiel- und Synchronsprecher
- 1894, 12. September, Friedrich Ebert, † 4. Dezember 1979 in Ost-Berlin, Reichstagsabgeordneter (SPD), Politiker (SED), Oberbürgermeister von Ost-Berlin
- 1894, 30. Dezember, Karl-Conrad Mecke, † 25. Mai 1982 in Kiel, Kapitän zur See
- 1895, 4. Januar, Fritz Fullriede, † 3. November 1969 in Bad Oldesloe, Generalmajor
- 1895, 1. Februar, Christian Fette, † 26. Oktober 1971 in Benrath-Much/Siegkreis, Vorsitzender des Deutschen Gewerkschaftsbundes (DGB) 1951–1952
- 1895, 28. Februar, Herbert Bellmer, † 5. Januar 1950 in Lübeck, Lehrer und Schriftsteller
- 1895, 14. April, Alfred Kühne, † 16. Oktober 1981 in Lenzerheide/Schweiz, langjähriger Leiter von Kühne + Nagel, Sohn des Gründers, Gründer der Kühne-Stiftung
- 1895, 17. Mai, Georg Wulf, † 29. September 1927 in Bremen, Flugpionier und Flugzeugbauer (Focke-Wulf)
- 1895, 11. August, Friedrich Forster, † 1. März 1958 ebenda, Schriftsteller, Drehbuchautor, Schauspieler und Dramaturg
- 1895, 5. Dezember, Helmuth Kulenkampff, † 12. Juni 1971, Physiker
- 1895, 16. Dezember, George Langhans, † 31. Juli 1972 in Rostock, Mediziner, Hygieniker und Hochschullehrer
- 1896, 17. Januar, Heinrich Stein, † 15. Februar 1978, Politiker (SPD) und Mitglied der Bremischen Bürgerschaft
- 1896, 2. Februar, Hermann Beenken, † 6. April 1952 in Madrid, Kunsthistoriker
- 1896, 22. März, Karl Dannemann, † 4. Mai 1945 in Werder (Havel), Maler und Filmschauspieler
- 1896, 19. Mai, Emil Trinkler, † 19. April 1931, Asienforscher
- 1896, 4. September, Wilhelm Haas, † 11. Januar 1981 in Bremen, Diplomat in der Weimarer Republik und Botschafter der Bundesrepublik Deutschland.
- 1896, 15. September, Hilda Heinemann, † 5. Mai 1979, Gattin des Bundespräsidenten Gustav Heinemann
- 1896, 15. Oktober, Fritz Husmann, † 12. Januar 1982 in Hamburg, Maler und Grafiker
- 1896, 26. Oktober, Wilhelm Krüger, † 24. August 1970, Politiker (SPD) und Mitglied der Bremischen Bürgerschaft
- 1896, 26. November, Friedrich-Wilhelm Weber, † 3. Januar 1978 in Bremen, Kaufmann und Politiker, Mitglied der Bremischen Bürgerschaft
- 1897, 6. Januar, Heinz Meyer, † 14. Oktober 1959 in Bremen, Politiker (SPD), Mitglied der Bremischen Bürgerschaft, Bundestagsabgeordneter
- 1897, 9. März, Johann Heinrich Kühn, † 8. Mai 1945 in Bergen-Belsen, Parteifunktionär (SPD) und Opfer des Nationalsozialismus
- 1897, 24. Juli Wilhelm Eildermann, † 16. Oktober 1988, kommunistischer Politiker (KPD/SED), Journalist und Hochschullehrer
- 1897, 7. September Edwin Lauprecht, † 7. Juli 1987, Tierzuchtwissenschaftler
- 1897, 21. November, Heinrich Bunge, † 8. Dezember 1968, Politiker (DP, NPD)
- 1897, 5. Dezember, Alfred Ries, † 25. August 1967 in Bremen, Diplomat und Sportfunktionär
- 1898, 4. Januar, Friedrich Lindemann, † 11. Februar 1950, Schriftsteller und Journalist
- 1898, 6. Januar, Wilhelm Knapp , † 4. April 1984 in Rostock, Parteifunktionär (KPD, SED) und Widerstandskämpfer gegen den Nationalsozialismus
- 1898, 23. Januar, Georg Kulenkampff, † 5. Oktober 1948 in Zürich, Violinist
- 1898, 21. Februar, Adolf Ehlers, † 20. Mai 1978, Politiker (KPD, KPO, SAPD, SPD), Bremer Senator 1946–1963 und Bürgermeister 1959–1963
- 1898, 7. Mai, Stephan von Gröning, † 1982, Offizier der Abwehr
- 1899, 25. April, Carl Kuhlmann, † 18. Juli 1962 in Berlin, Schauspieler
- 1899, 29. April, Karl Ebert, † 12. September 1975 in Heidelberg, Politiker (SPD)
- 1899, 9. Juli, Hermann Tiemann, † 27. Februar 1981 in Hamburg, Romanist und Bibliothekar
- 1899, 4. Dezember, Friedo Lampe, † 2. Mai 1945 in Kleinmachnow, Bibliothekar und Schriftsteller
- 1899, 28. Dezember, Arthur Pieck, † 13. Januar 1970 in Berlin-Biesdorf, Politiker
- 1900, Rudolf Koch-Riehl, † 2. September 1956 in Bonn, Schauspieler, Regisseur und Hörspielsprecher
- 1900, 20. Januar, Wilhelm Melchers, † 18. November 1971 in Freiburg im Breisgau, Diplomat und Botschafter
- 1900, 15. April, Wilhelm Wagenfeld, † 28. Mai 1990 in Stuttgart, Gebrauchs-Designer und Bauhaus-Schüler
- 1900, 16. August, Hans Schwalm, † 11. Dezember 1992 in Tübingen, Geograph und SS-Ahnenerbe-Forscher

### 20. Jahrhundert

#### 1901 bis 1910
- 1901, 2. März, Grete Hermann, † 15. April 1984, Mathematikerin, Physikerin, Philosophin und Pädagogin
- 1901, 11. März, Karl Hoffmann, † 17. Juli 1981, Volkswirt, Unternehmer und Politiker
- 1901, 18. März, Juan Ehlert alias Hans Ehlert, † 28. August  1982, Musiker, nach Argentinien ausgewandert, dort Komponist der Filmmusiken für über 60 Kinofilme
- 1901, 25. März, Hanns Müller, † 17. März 1999 in Bremen, Maler
- 1901, 9. Mai, Fritz Rettig, † 6. November 1981 in Hamburg, Vorstandsvorsitzender der Deutschen Angestellten Gewerkschaft (DAG)
- 1901, 14. Juni, Elisabeth Kuhlmann, † 22. April 1987 in Lüneburg, Schauspielerin
- 1901, 10. Dezember, August Götte, † 20. März 1983 in Aachen, Mineraloge und Hochschullehrer
- 1902, 8. Januar, Hermann Rudolf Meyer, † 4. Juli 1979 in Bremen, Zeitungsverleger des Weser-Kuriers
- 1902, 12. März, Gottfried Hasenkamp, † 2. September 1990 in Münster (Westfalen), Schriftsteller
- 1902, 15. April, Theodor Winter, † Frühjahr 1945, Tischler, Kommunist und Widerstandskämpfer gegen den Nationalsozialismus
- 1902, 29. Juni, Fritz Brandt, † 23. Februar 1991 in Fischerhude, Architekt
- 1902, 2. August, Hela Gruel, † 23. Oktober 1991 in Wedel, Schauspielerin und Synchronsprecherin
- 1902, 3. September, Curt Allmers, † 17. September 1972 in Kopenhagen, Pädagoge und Heimatforscher
- 1902, 18. Dezember, Hans Biebow, † 23. Juni 1947 in Łódź, Leiter der nationalsozialistischen deutschen Verwaltung des Ghettos Litzmannstadt in Łódź
- 1903, 7. Januar, Ernst Beins, † 16. Dezember 1944 in Gerolstein, Historiker und Archivar
- 1903, 5. Oktober, Walter Spitta, † 26. Januar 1945 in Nakel, evangelischer Pfarrer und Mitglied der Bekennenden Kirche
- 1904, 15. Januar, Paul Schwartz, † 12. September 1963 in Bremen, Politiker und Reichstagsabgeordneter der KPD
- 1904, 13. Mai, Günther Rienäcker, † 13. Juni 1989 in Berlin, Chemiker und Hochschul- und Parteifunktionär
- 1904, 15. Mai, Anni Lange, † 29. August 1977 in Hamburg, Politikerin (SPD), Mitglied des Niedersächsischen Landtages
- 1904, 24. Mai, Herbert Koch, † 3. September 1967, Chemiker, Namensgeber der Koch-Reaktion
- 1904, 12. Juni, John Newmark, † 14. Oktober 1991 in Montreal, kanadischer Pianist
- 1904, 2. Juli, Ernst Roselius, † 3. März 1941 in Bad Rothenfelde, Kommunikationswissenschaftler und Autor
- 1904, 16. August, Robert Stampa alias Robert Dorsay, † 29. Oktober 1943 hingerichtet in Berlin-Plötzensee, Kabarettist und Schauspieler
- 1904, 29. September, Georg Ferdinand Duckwitz, † 16. Februar 1973, Diplomat, trug zur Rettung von 7000 dänischen Juden bei
- 1904, 11. Oktober, Alexander Piorkowski, † 22. Oktober 1948 in Landsberg am Lech, SS-Sturmbannführer und Lagerkommandant des Konzentrationslager Dachau
- 1905, Friedrich Schumacher, † 1993 in Bremen, Architekt und Bremer Dombaumeister
- 1905, 19. Januar, Gottlieb Pot d’Or, † 26. März 1978 in Schweringen, Maler
- 1905, 12. Februar, Ernst Buchholz, † 9. Oktober 1974 in Bremen, Politiker (SPD) und Mitglied der Bremischen Bürgerschaft
- 1905, 4. April, Wolfgang Ritter, † 25. März 1993 in Baar/CH, Unternehmer, Sportfunktionär und Stifter
- 1905, 4. Juli, Christian Geis, † 25. September 1952 in Cleveland, Politiker (SPD), Mitglied der Bremischen Bürgerschaft
- 1905, 12. Oktober, Friedrich Steffens, † 21. März 1982, Politiker, Mitglied der Bremischen Bürgerschaft
- 1905, 24. Oktober, Charlotte Fera, † 10. Mai 1998, Hamburger Politikerin (CDU)
- 1905, 28. Oktober, Reinhold Schulze, † 30. Dezember 1993 in Bonn, Ingenieur, Politiker und Publizist
- 1906, 14. April, Eleonore Staimer, geb. Pieck, † 7. November 1998 in Berlin, Diplomatin, Gesandte der DDR, später Botschafterin in Jugoslawien (1958–69)
- 1906, 16. April, Ludwig Hackerott, † 2. August 1997, Autor
- 1906, 6. Juni, Franz Löbert, † 10. Juni 1975, Bürgermeister in Bremen-Huchting, Bremer Politiker (SPD) und Senator
- 1906, 30. Oktober, Alexander Gode, † 10. August 1970 in Mount Kisco, Schöpfer der Plansprache Interlingua
- 1906, 28. Dezember, Leni Schmidt, † 11. November 1985, Sprinterin
- 1906, 31. Dezember, Johann Wempe, † 29. Mai 1980, Astronom
- 1907, 15. Februar, Käthe Popall, † 23. Mai 1984, Politikerin (KPD) und Senatorin
- 1907, 17. März, Walther J. Jacobs, † 4. Juni 1998, Kaffeekaufmann und Förderer des Galopprennsports
- 1907, 24. Oktober, Albert Hoffmann, † 26. August 1972 in Heiligenrode (Stuhr) bei Bremen, Unternehmer und während des Dritten Reiches NS-Gauleiter Westfalen-Süd
- 1908, Tilly Lüssen, † 2000 in Bremen, Opernsängerin (Sopran)
- 1908, 11. März, Albert Karl Burmester, † 19. März 1974 in Bremen, Bootsbauer und Schriftsteller
- 1908, 6. April, Marie Luise Wilckens, † 25. April 2001 in Gräfelfing, Bildhauerin
- 1908, 16. Juni, Jules Eberhard Noltenius, † 7. August 1976, Bremer Politiker (CDU), Senator und Bürgermeister
- 1908, 25. Juni, Klaus Bücking, † 4. Dezember 1980, Widerstandskämpfer, Bildhauer
- 1908, 12. Juli, Hans Lübeck, † 16. Januar 1992 in Berlin, KPD-Funktionär und Redakteur
- 1908, 1. November, Hertha Degn, † 28. September 2003 in Beverstedt, Malerin und Kunsterzieherin
- 1909, 9. Februar im Ortsteil Blumenthal, Harald Genzmer, † 16. Dezember 2007 in München, Komponist (Orchester-, Chor- u. Orgelwerke)
- 1909, 22. Februar, Lotte Meyer, † 7. Juni 1991 in Dresden, Schauspielerin
- 1909, 3. August, Eduard Hundt, † 22. Juli 2002, Fußballspieler
- 1909, 9. September, Otto Volkmann, † 20. November 1936 bei Madrid, Spanienkämpfer
- 1909, 11. September, Karol Marian Pospieszalski, † 19. Februar 2007 in Posen, Historiker
- 1909, 11. Dezember, Wilhelm Blase, † 7. September 1994 in Bremen, Behördenleiter, Politiker und Senator in Bremen
- 1909, 21. Dezember, Hermann Heemsoth, † 20. Januar 2006, Fernschachgroßmeister
- 1909, 13. Juni, Diedrich Wattenberg, † 26. November 1996 in Berlin, Astronom und Publizist
- 1910, 4. April Selma Grieme, † 27. September 1999, Leichtathletin
- 1910, 12. Mai, Heinz-Georg Rehberg, † 29. September 1992 in Bremen, Architekt, Politiker, Mitglied der Bremischen Bürgerschaft
- 1910, 25. Mai, Hermann Wolters, † 24. Oktober 1974, Politiker und Senator in Bremen
- 1910, 22. Juni, Gerda Krüger-Nieland, † 21. September 2000 in Karlsruhe, Juristin und erste Senatspräsidentin am Bundesgerichtshof
- 1910, 10. September, Bernard Adolf Schriever, † 20. Juni 2005 in Washington, DC, General der US Air Force, entwickelte das Interkontinentalraketen-Programm der USA

#### 1911 bis 1920
- 1911, 8. März, Herbert Abel, † 17. Juni 1994, Geograph und Museumsdirektor in Bremen
- 1911, 11. März, Karl Weßling, † 18. August 1968, Gewerkschafter und Politiker (SPD)
- 1911, 25. September, Heinz Meyer, † 23. Oktober 1986 in Bremen, Ortsamtsleiter und Politiker (SPD)
- 1911, 25. September, Hans Puvogel, † 11. Juni 1999, Jurist und Politiker (CDU), von 1963 bis 1978 MdL Niedersachsen und von 1976 bis 1978 Niedersächsischer Justizminister
- 1911, 10. Oktober, Richard Schrader, † 13. Mai 1985 in Unna, Diplom-Ingenieur und Politiker (CDU), Bürgermeister der Stadt Unna
- 1911, 11. Dezember, Heinrich Lehmann-Willenbrock, † 18. April 1986, U-Boot-Kommandant im Zweiten Weltkrieg und bekannt geworden als Person des „Alten“ im Buch und Film Das Boot
- 1912, 8. Januar, Anna Stübbe, † 16. Juni 2002 in Bremen, Aktivistin der deutschen Homophilenbewegung
- 1912, 19. Januar, Wilhelm Dettmering, † 18. Februar 1999, deutscher Ingenieur und VDI-Vorsitzender
- 1912, 30. Januar, Jutta Hübinger, † 13. November 1991 in Bonn, Schriftstellerin
- 1912, 25. März, Klaus Berg, † 2. Januar 2001, evangelischer Pfarrer und Lieddichter
- 1912, 31. Mai, Otto Kurth, † 13. Dezember 1996, Schauspieler und Regisseur
- 1912, 18. August, Volker Gwinner, † 7. Mai 2004, Komponist und Organist
- 1912, 23. August, Ella Müller, † nach 1975, Politikerin (SPD), von 1959 bis 1975 Mitglied der Bremischen Bürgerschaft
- 1912, 1. Oktober, Eduard Hesse, † 10. Dezember 2011 in Bielefeld, evangelischer Geistlicher der Bekennenden Kirche
- 1913, 5. Januar, Wilma Landwehr, † 1981, bremische Politikerin (KPD, SPD)
- 1913, 9. Januar, Hans Meyer, † nach 1979, Politiker (KPD)
- 1913, 18. Februar, Jürgen Bertelsmann, † im Mai 1942 in Russland, Maler und Grafiker
- 1913, 9. März, Horst Schröder, † 12. September 1973 in Viareggio, Italien, Rechtswissenschaftler und Hochschullehrer
- 1913, 18. März Reinhard Hardegen, † 9. Juni 2018, U-Boot-Kommandant, von 1959 bis 1979 Mitglied der Bremischen Bürgerschaft
- 1913, 17. Juni, Felix Hartlaub, † April/Mai 1945 in Berlin, Schriftsteller
- 1913, 18. November, Max H. von Freeden, † 20. April 2001 in Würzburg, Kunsthistoriker und Museumsdirektor
- 1914, 24. Januar, Gustav Böhrnsen, † 21. Juni 1998, Politiker und Widerstandskämpfer
- 1914, 1. März, Karin Stilke, † 2. Mai 2013, Fotomodell
- 1914, 26. April, Rudolf Jacobs, † 3. November 1944 in Sarzana, Partisan in Italien
- 1914, 20. Juli, Hermann Uhde, Opernsänger (Bassbariton); † 10. Oktober 1965 in Kopenhagen
- 1914, 26. August, Hans Ludwig Meier, † 12. November 2000 in Bremen, Kommunist im Widerstand, Redakteur und Schriftsteller
- 1914, 24. Oktober, Annemarie Mevissen, † 13. Juli 2006, Bremer Senatorin und Bürgermeisterin
- 1914, 18. November, Hans Möller, † 11. Oktober 2001 bei Neustadt in Holstein, Maler, Grafiker und Illustrator
- 1914, 14. Dezember, Karl Carstens, † 30. Mai 1992 in Meckenheim, Bundespräsident (1979–84), Bundestagspräsident (1976–79), Vorsitzender der CDU/CSU-Fraktion im Bundestag (1973–76), Staatssekretär und Chef des Bundeskanzleramts (1967–69)
- 1915, 2. Februar, Albert Müller, † 22. September 1991, Bremer Politiker (SPD) und Senator
- 1915, 16. Februar, Hans-Rudolf Wiedemann, † 2006 in Kiel, Pädiater und Autographensammler
- 1915, 5. März, Friedrich Meyer alias Bert Oltmann, † 20. August 1993, Komponist (Für zwei Groschen Musik)
- 1915, 27. Oktober, Lenelotte von Bothmer, † 19. Juni 1997, Politikerin (SPD) und Schriftstellerin, von 1966 bis 1967 Mitglied des Niedersächsischen Landtags, von 1969 bis 1980 Mitglied des Deutschen Bundestags
- 1916, 25. September, Friedrich Thielen, † 11. Juni 1993, Politiker (CDU, DP, GDP, NPD), MdBB, NPD-Bundesvorsitzender (1964–1967)
- 1916, 13. Oktober, Christian Modersohn, † 24. Dezember 2009, Maler, Sohn von Otto Modersohn
- 1916, 3. Dezember, Hermann Meyer, † 9. Oktober 1999, Verwaltungsbeamter, Politiker (CDU), von 1956 bis 1967 Mitglied der Bremischen Bürgerschaft
- 1917‚ 14. März‚ Gerhard Müller-Menckens, † 13. August 2007, Architekt
- 1917, 17. März, Herbert V. Guenther, † 11. März 2006, Orientalist, Tibetologe und Buddhismusforscher
- 1917, 24. Juni, Dr. Hans-Hermann Sieling, † 6. Februar 1991, Bremer Politiker (CDU), von 1963 bis 1987 Mitglied der Bremischen Bürgerschaft
- 1917, 2. März, Günter Busch, † 23. Juni 2009 in Bremen, Kunsthistoriker und Direktor der Kunsthalle Bremen
- 1918, 17. Februar, Hans Freese, † 8. Juli 1941 in Kalisch, Schwimmer, Europameister und Olympiateilnehmer
- 1918, 30. März, Walter Busch, † 22. Juli 1986 in Bremen, Politiker (SPD), von 1960 bis 1963 Mitglied der Bremischen Bürgerschaft
- 1918, 25. Juli, Annemarie Cordes, † 8. April 1998, Schauspielerin
- 1918, 20. November, Dora Ratjen, (eigentlich Heinrich Ratjen), † 22. April 2008, Leichtathlet, der 1936 an den Olympischen Spielen am Hochsprungwettbewerb der Damen teilnahm
- 1919, 8. März, Erika Rumsfeld, † 20. Juli 1998, plattdeutsche Volksschauspielerin
- 1919, 18. September, Marga Petersen, geb. Kalensee, † 22. September 2002 in Ottersberg, Leichtathletin und Olympiateilnehmerin
- 1919, 14. Oktober, Herbert Schwarzwälder, † 11. September 2011 in Bremen, Historiker
- 1919, 22. Oktober, Rolf Franke, † 20. Juli 1997, Unternehmer und Politiker (SPD), von 1959 bis 1963 Abgeordneter der Bremischen Bürgerschaft und von 1970 bis 1974 Mitglied des Hessischen Landtages
- 1920, 21. Februar, Artur Kraut, † 15. Dezember 2011 in Bremen, Verwaltungsbeamter und Politiker (CDU), von 1963 bis 1967 Mitglied der Bremischen Bürgerschaft
- 1920, 7. Mai, Eberhard Freudenberg, † 1977, Hörspielregisseur und Rundfunkredakteur bei Radio Bremen
- 1920, 23. Juni, Gerry Wolff, † 16. Februar 2005 in Oranienburg, Schauspieler, Synchronsprecher
- 1920, 14. November, Cato Bontjes van Beek, † 5. August 1943 hingerichtet in Berlin-Plötzensee, Widerstandskämpferin
- 1920, 18. Dezember, Jobst von Capelle, † 14. November 1998, Brigadegeneral des Heeres

#### 1921 bis 1930
- 1921, Robert Last, † 1986, Schlagzeuger
- 1921, 7. Januar, Rolf Schlögell, † 8. Mai 1984, Mediziner und Ärztefunktionär
- 1921, 16. Januar, Otmar Leist, † 10. Dezember 2012 in Bremen, Schriftsteller
- 1921, 2. März, Heinz-Otto Müller-Erbach, † 14. Juni 1984 in Erbach (Odenwald), Maler
- 1921, 7. März, Fritz Westphal, Schriftsteller und Übersetzer
- 1921, 16. März, Bernd Schirrmacher, † 13. Februar 2015 in Lahnau, Nachrichtentechniker
- 1921, 27. April, Hans-Joachim Kulenkampff, † 14. August 1998 in Seeham, Österreich; Schauspieler, Quizmaster (Einer wird gewinnen)
- 1921, 11. Mai, Helmut Bunje, † 8. Juli 2000 in Hamburg, Architekt und Stadtplaner
- 1921, 18. Mai, Herbert Oelschläger, † 2. Juni 2006, Pharmakologe
- 1921, 24. Mai, Walter Alexander Bauer, † 18. November 2011, Schriftsteller
- 1921, 26. Mai, Hildegard Koop, † 22. März 2008 in Eitorf, Turnerin
- 1921, 23. Juli, Hans Rolf Radula, † 24. Mai 1988 in Bremen, Schauspieler und Hörspielsprecher
- 1921, 12. Dezember, Harro Fromme, † 21. Juli 2008 in Bremerhaven, Opernsänger, Filmdirektor und Maler
- 1922, 6. Februar, Carl Lahusen, Diplomat
- 1922, 1. März, Horst Tobias Witt, † 14. Mai 2007 in Berlin, Physiker und Hochschullehrer
- 1922, 28. August, Wolfgang Hinrichs, † 3. September 2010 in Bremen, Politiker (CDU), von 1979 bis 1983 Mitglied der Bremischen Bürgerschaft von 1983 bis 1990 Mitglied des Deutschen Bundestages
- 1922, 22. Oktober, Eugen Dietrich Graue, † 20. August 2006, Rechtswissenschaftler und Hochschullehrer
- 1923, 19. August, Magdalene Ehlers, † 10. November 2016 in Bremen-Lesum, plattdeutsche Dichterin und Schriftstellerin
- 1923, 1. September, Karl Mommsen-Straub, † 18. Juli 1976 in Dornach SO, Historiker
- 1923, 12. September, Harald Kruse, † 3. August 1988 in Bremen, Pianist und Komponist
- 1923, 22. Oktober, Bert Trautmann, † 19. Juli 2013 in La Llosa / Spanien, Fußballspieler (Torwart)
- 1923, 15. Dezember, Karl-Ernst Sasse, † 12. November 2006 in Potsdam-Babelsberg, Komponist und Dirigent
- 1924, 29. Februar, Joachim Stoermer, † 20. August 2002 in Essen, Kinderkardiologe und Hochschullehrer in Göttingen und Essen
- 1924, 1. November, Ernst Diekmann, † 9. Januar 2020 in Bremen, Polizeipräsident in Bremen
- 1924, 9. Dezember, Rolf Dannenbring, † 26. Januar 1998, Rechtswissenschaftler, -historiker und Hochschullehrer
- 1925, 5. Juli, Hans O. E. Gronau, † 8. April 2001 in Siedenburg, Autor, Maler, Graphiker und Fotograf
- 1925, 25. August, Hilmar Hoffmann, † 1. Juni 2018 in Frankfurt am Main, Vorsitzender der hessischen Kulturkommission sowie Verwaltungsrats-Vorsitzender des Deutschen Filminstituts
- 1925, 13. Dezember, Joachim Ditzen-Blanke, † 29. August 2019 in Bremerhaven, Zeitungsverleger
- 1926, 19. Januar, Hans Dieter Zeidler, † 25. Oktober 1998 in Zürich, Schauspieler und Synchronsprecher
- 1926, 9. Februar, Carl Theodor Hütterott, † 4. April 2023 in Paderborn, Schulmusiker und Komponist
- 1926, 14. Februar, Walter Brune, † 5. November 2021, Architekt, Stadtplaner und Immobilien-Unternehmer
- 1926, 28. Mai, Caspar Kuhlmann, † 18. September 1990 in Bremen, Pädagoge und Bildungsplaner
- 1926, 11. Juni, Günter Meinardus, † 11. Juni 2007, Mathematiker
- 1926, 27. Oktober, Kai Warner alias Werner Last, † 9. August 1982 in Hamburg, Komponist und Bandleader (sog. „Phillysound“)
- 1926, 4. November, Rudolf Gerdes, † 5. August 1977 in Stadensen, Architekt
- 1927, Hans von Peschke, † 15. November 2006 in München, Architekt
- 1927, 28. Januar, Hans Stefan Seifriz, Politiker (SPD), von 1961 bis 1970 Mitglied des Deutschen Bundestages, von 1979 bis 1987 Mitglied der Bremischen Bürgerschaft, Bremer Bausenator
- 1927, 20. Juni, Georg Arfmann, † 9. August 2015, Bildhauer
- 1927, 5. August, Harald Halgardt, † 19. Januar 2019, Schauspieler und Synchronsprecher
- 1927, 6. November, Detlef Hegemann, † 23. August 2011, Unternehmer, geschäftsführender Gesellschafter der Hegemann-Gruppe
- 1927, 4. Dezember, Johanne Wolff, † 7. Oktober 2003 in Bremen, Richterin, Politikerin (CDU), von 1967 bis 1971 Mitglied der Bremischen Bürgerschaft
- 1928, 16. Januar, Franz Oeters, † 11. Juni 2021 in Berlin, Metallurge
- 1928, 6. Februar, Werner Schrader, † 27. August 2007, Pädagoge, Kinder- und Jugendbuchautor
- 1928, 1. Mai, Wolfgang Blankenburg, † 16. Oktober 2002 in Marburg, Psychiater und Hochschullehrer
- 1928, 18. Juli, Reinhard Ehlers, † 2009 in Bremen, Kirchenbeamter und Politiker (CDU), von 1959 bis 1983 Mitglied der Bremischen Bürgerschaft
- 1928, 17. September, Peter Zinkann, Unternehmer (Miele), Ehrenbürger von Gütersloh
- 1928, 23. September, Ruth Mayer-Opificius, † 3. August 2006 in Münster, Vorderasiatische Archäologin
- 1928, 24. Oktober, Otti Wilmanns, † 29. Oktober 2023 in Freiburg, Botanikerin
- 1928, 6. November, Marianne Christina Schilling, † 12. Mai 2012 in Bremen, Schauspielerin
- 1928, 11. Dezember, Karl-Heinz Cammann, † 22. November 2011, Journalist, Ehrenvorsitzender Verein Deutscher Sportjournalisten
- 1928, 13. Dezember, Hans-Martin Müller, † 11. November 2010, Theologe
- 1929, Hilde Sinapius, Malerin und Lyrikerin
- 1929,  12. Januar, Helga Nordhausen, † 9. September 2012, Schriftstellerin, Mundartautorin
- 1929, 9. Februar, Hans-Albrecht Schilling, † 30. Mai 2021, Künstler, Farbgestalter und Designer
- 1929, 20. Februar, Helmut Stange, † 1. Januar 2018 in München, Schauspieler
- 1929, 16. März, Harry Schwarzwälder, † 28. April 2019, Heimatforscher
- 1929, 2. April, Hans Koschnick, † 21. April 2016, Bremer Politiker (SPD), von 1955 bis 1985 Mitglied der Bremischen Bürgerschaft, von 1967 bis 1985 Präsident des Bremer Senats
- 1929, 17. April, James Last, † 9. Juni 2015, Komponist, Bandleader
- 1929, 10. Mai, Gerhard Röbbelen, † 2024 in Göttingen, Agrarwissenschaftler und Pflanzenzüchter
- 1929, 20. Mai, Berthold Lindemann, † 27. August 2014 in Bremen, Jurist, Richter, Hobbyhistoriker und Autor
- 1929, 3. Juni, Friedrich Rebers, † 12. Dezember 2001 in Bremen, Sparkassendirektor, Politiker (SPD, AfB), von 1995 bis 1998 Mitglied der Bremischen Bürgerschaft
- 1929, 23. Juli, Georg Rogge, † 8. März 2023, Jurist, Politiker, Gemeinde- und  Stadtdirektor von Hürth
- 1929, 7. August, Agnes Lange, † 16. Februar 2021 in Bremen, Politikerin, Mitglied der Bremischen Bürgerschaft
- 1929, 4. November, Kurt Boese, † 21. September 2021, kanadischer Ringer
- 1930, 3. Februar, Gerhard Schwarz, † 16. Januar 2015, Physiker und Mitbegründer des Biozentrums der Universität Basel
- 1930, 10. März, Ronny, † 18. August 2011, Schlagersänger (Kleine Anabel; Laß die Sonne wieder scheinen)
- 1930, 15. April, Helmut König, † 27. Mai 2021, Musikherausgeber und Liedermacher
- 1930, 24. April, Karsten Vilmar, † 16. Oktober 2024 in Bremen, Chirurg, Ehrenpräsident der Bundesärztekammer
- 1930, 28. August, Dietz-Otto Edzard, † 2. Juni 2004, Altorientalist
- 1930, 30. August, Manfred Straßburg, † 6. Dezember 2014, Professor für Zahn-, Mund- und Kieferheilkunde

#### 1931 bis 1940
- 1931, 4. Februar, Ursel Kerstein (geb. Ursula Fascher), † 10. November 2013 in Bremen, Politikerin (SPD), Mitglied der Bremischen Bürgerschaft und erste Frauenbeauftragte der Freien Hansestadt Bremen
- 1931, 29. März, Ingrid Busboom, Politikerin (SPD), von 1983 bis 1995 Mitglied der Bremischen Bürgerschaft
- 1931, 18. April, Hermann Cordes, † 3. Dezember 2014 in Bremen, Botaniker, Hochschullehrer an der Universität Bremen und Naturschutz-Aktivist
- 1931, 28. April, Horst Stäcker, † 13. Mai 2015 in Bremen, Politiker (SPD), von 1963 bis 1986 Mitglied der Bremischen Bürgerschaft
- 1931, 2. Mai, Heinz Manchen, † 20. März 1978 in Bremen, Ruderer
- 1931, 8. Mai, Arend Vollers, † 3. September 2023, Teehändler und erfahrener Teekenner
- 1931, 29. Mai, Egon Ditt, † 4. Juli 2005 in Bremen, Schachspieler und Verwaltungsfachmann
- 1931, 6. August, Ewald Launspach, † 24. April 2015 in Bremen, Politiker (SPD), von 1967 bis 1987 Mitglied der Bremischen Bürgerschaft
- 1931, 13. November, Erich Ehlers, † 31. März 2014 in Bremen, Organist und Landeskirchenmusikdirektor der Bremischen Evangelischen Kirche[1][2]
- 1932, 29. März, Gerd Baltus, † 13. Dezember 2019 in Hamburg, Schauspieler
- 1932, 27. Juni, Heinz Janssen, † 12. März 2019, Politiker (SPD), von 1970 bis 1980 Abgeordneter im nordrhein-westfälischen Landtag
- 1933, Helmut Stelljes, Autor und Fotograf („Botschafter Worpswedes“)
- 1933, 25. Januar, Claus Homfeld, † 9. Oktober 2019, Bildhauer und Medailleur
- 1933, 22. Februar, Peter Dauelsberg, Violoncellist
- 1933, 3. März, Kurt-Victor Selge, † 5. April 2022 in Berlin, evangelischer Theologe und Kirchenhistoriker
- 1933, 4. Mai, Marie-Luise Gansberg, † 3. Februar 2003, Literaturwissenschaftlerin
- 1933, 19. Oktober, Harald Scherf, † 30. November 2008 in Hamburg, Wirtschaftswissenschaftler und Hochschullehrer
- 1934, Reinhard Ruge, Kirchenmusiker und Orgelsachverständiger
- 1934, 4. Januar, Ingo Kühne, Geograph
- 1934, 6. April, Thomas Röpke, † 18. März 2022, Arzt
- 1934, 10. April, Jürgen Thölke, † 28. September 2021, Politiker (SPD), von 1974 bis 1986 Mitglied im Landtag Niedersachsen und von 1986 bis 2001 Oberbürgermeister von Delmenhorst
- 1934, 11. Mai, Hartwig Struckmeyer, † 3. März 2024, Pädagoge, Bildungsplaner, Schriftsteller und Maler
- 1934, 8. Juli, Hinrich Schwenker, † 18. April 2005, Handballspieler
- 1934, 5. Dezember, Werner Glade, † 24. April 1990, Architekt
- 1934, 14. Dezember, Peter Jochen Winters, Journalist und Publizist
- 1935, Gert Schulze, Architekt
- 1935, 19. Januar, Arnold „Pico“ Schütz, † 14. April 2015, Fußballspieler
- 1935, 13. Februar, Karl-Ernst Behre, Archäobotaniker
- 1935, 14. Februar, Harald Rose, Physiker und Hochschullehrer
- 1935, 5. April, Claus Grobecker, † 6. Februar 2018, Politiker (SPD), von 1970 bis 1980 Mitglied des Deutschen Bundestages
- 1935, 19. April, Gerhard Debbrecht, † 29. März 2023 in Haselünne, Priester und Autor
- 1935, 20. April, Peter Willers, Umweltaktivist und Politiker (Bündnis 90/Die Grünen), von 1979 bis 1985 Mitglied der Bremischen Bürgerschaft
- 1935, 7. August, Thomas Schiestl, † 21. April 2017 in Worpswede, Schauspieler
- 1935, 22. September, Hanna Gagel, Kunsthistorikerin
- 1936, 19. Februar, Ilse Lübben, † 29. Januar 1998 in Weyhe, Politikerin (SPD), Mitglied des Niedersächsischen Landtags
- 1936, 23. Februar, Doris Pinkwart, † 12. Januar 2021 in Bonn, Archäologin und Bibliothekarin
- 1936, 16. März, Hans G. Trüper, † 9. März 2016 in Bonn, Mikrobiologe und Historiker
- 1936, 1. April, Jörg Müller-Volbehr, † 2. Dezember 2010, evangelisch-lutherischer Theologe und Hochschullehrer
- 1936, 21. April, Gert-Ulrich Buurman, † 23. Februar 2013 in Marburg, Pädagoge und Internatsleiter
- 1936, 8. Juni, Friedrich Meckseper, † 5. Juni 2019, Maler, Grafiker, Zeichner und Konstrukteur
- 1936, 4. November, Karl Grobe-Hagel, † 7. Dezember 2021 in Dietzenbach, Journalist und Autor
- 1936, 3. Dezember, Klaus Johann Jacobs, † 11. September 2008 in Küsnacht, Unternehmer und Mäzen
- 1937, Heinrich Dietrich Carl Upmann, Inhaber des Tabakhandels H. Upmann & Co. Bremen, ehemals Tabakkonzern mit Reederei und Bank
- 1937, 20. April, Fritz Tepperwien, † 3. Juni 2014, Politiker (SPD), von 1971 bis 1991 Mitglied der Bremischen Bürgerschaft
- 1937, 7. Juni, Claus Peymann, † 16. Juli 2025 in Berlin-Köpenick, Theaterregisseur und Intendant
- 1937, 22. Juni, Heinrich Plock, † 17. Januar 2022, katholischer Geistlicher
- 1937, 13. Oktober, Uwe Hollweg, † 8. Dezember 2024, Unternehmer, Politiker (CDU), Kunstmäzen, Mitglied Haus Seefahrt, Ehrenbürger der Stadt
- 1937, 2. November, Rudolf Wille, † 22. Januar 2017 in Bickenbach (Bergstraße), Mathematiker und Hochschullehrer
- 1937, 22. November, Burghard Rieger, Universitäts-Professor, Computerlinguist
- 1937, 24. November, Horst W. Blome, † 10. Oktober 2021 in Altdorf bei Nürnberg, Kabarettist und Schauspieler
- 1938, Hans-Ulrich Meier, Hochschullehrer für Strömungsmechanik
- 1938, 8. April, Ulrich Hartmann, † 23. Mai 2011 in Hamburg, Politiker, Mitglied der Hamburger Bürgerschaft
- 1938, 11. April, Werner Gifhorn, † 20. November 2023, Politiker (SPD), von 1970 bis 1974 Mitglied des Niedersächsischen Landtages
- 1938, 16. April, Peter Weis, † 5. Mai 2023, Schauspieler, Synchronsprecher und Hörspielsprecher
- 1938, 17. April, Volkhard Meyer-Burg, Architekt
- 1938, 9. Juli, Frank Crüsemann, Theologe
- 1938, 27. September, Ulrich Denkhaus, † 1. Januar 2013 in Wetzlar, Theologe und Physiker
- 1938, 31. Oktober, Henning Scherf, Bremer Politiker (SPD), von 1971 bis 1978 Mitglied der Bremischen Bürgerschaft, von 1995 bis 2005 Präsident des Senats
- 1939, 5. Februar, Hans G. Kippenberg, Religionswissenschaftler
- 1939, 16. Februar, Volker Spengler, † 8. Februar 2020 in Berlin, Schauspieler am Theater und im Film
- 1939, 10. März, Peter Freese, † 13. August 2020 in Paderborn, Amerikanist, Literaturwissenschaftler und Hochschullehrer
- 1939, 12. April, Wilfried Sätty, geb. Podriech, † 31. Januar 1982 in San Francisco (USA), Grafiker
- 1939, 15. Mai, Heiner Greten, Internist
- 1939, 19. Mai, Wilfried Ehlers, † 20. November 2016 in Göttingen, Agrarwissenschaftler und Hochschullehrer
- 1939, 17. Juni, Hanna Johansen, † 25. April 2023 in Horgen, Schriftstellerin
- 1939, 9. August, Peter Stahrenberg, † 9. April 2020 in Braunschweig, Architekt
- 1939, 12. August, Claus Wilcke, Schauspieler und Synchronsprecher
- 1939, 18. August, Marita Lorenz, † 31. August 2019 in Oberhausen, Geheimagentin
- 1939, 19. August, Max Lorenz, Fußball-Nationalspieler, Deutscher Pokalsieger 1961, Deutscher Meister 1965 mit dem SV Werder Bremen, Vize-Weltmeister 1966
- 1939, 7. November, Helga Schulz, † 7. Januar 2021 in Passau, Finanzbeamtin und frauenpolitische Verbands- und Gewerkschaftsfunktionärin
- 1940, Rolf Kunkel, Journalist und Kisch-Preisträger
- 1940, 8. Februar, Wolfgang Vogel, † 2. Oktober 1996, Mathematiker
- 1940, 26. April, Wolfhard Weber, Technikhistoriker und Hochschullehrer
- 1940, 7. Oktober, Alfried Hagedorn, Künstler
- 1940, 27. Dezember, Klaus-Dieter Fischer, Fußballfunktionär, Präsident des SV Werder Bremen

#### 1941 bis 1950
- 1941, 2. Januar, Ruth Walz, Theaterfotografin
- 1941, 4. Mai, Volker Ernsting, Karikaturist und Illustrator
- 1942, 1. Mai, Edda Loges, † 16. April 2025 in Hamburg, Schauspielerin und Hörspielsprecherin
- 1942, 10. Mai, Hartmut Bitomsky, Autor und Filmemacher, seit Januar 2006 Direktor der Deutschen Film- und Fernsehakademie Berlin
- 1942, 23. Mai, Wolf von Wahl, Mathematiker, Hochschullehrer und Herausgeber
- 1942, 12. Juni, Klaus Erich Kaehler, † 16. Juni 2022, Philosoph und Hochschullehrer
- 1942, 15. Juni, Jan Störmer, Architekt in Hamburg
- 1942, 21. Juli, Klaus-Peter Schulz, † 4. November 2013 in Osterholz-Scharmbeck, Heimatforscher, Museumsleiter und Bodendenkmalpfleger
- 1942, 2. Oktober, Manfred Zapatka, Schauspieler
- 1943, 26. Februar, Harald Mattfeldt, Hochschullehrer
- 1943, Margit Hettling, verheiratete Hundt, Schwimmerin
- 1943, Klaus Köpp, Jurist
- 1943, 4. Juni, Helga Grubitzsch, Literaturwissenschaftlerin, Hochschullehrerin in Bremen und Paderborn
- 1943, 5. Juli, Bringfriede Kahrs, Politikerin (SPD), von 1995 bis 1999 Bildungssenatorin der Freien Hansestadt Bremen, von 1987 bis 1995 und von 1999 bis 2001 Mitglied der Bremischen Bürgerschaft
- 1943, 15. September, Ulrich Stark, Regisseur und Drehbuchautor
- 1943, 9. Oktober: Frank Haller, † 18. April 2024 in Bremen, Wirtschaftswissenschaftler und Bremer Staatsrat
- 1943, 14. Dezember, Lydia Huber, Sängerin (Mei Glück is a Hütterl)
- 1944, Heiner H. Hoier, Zeichner, Maler, Autor und Hochschullehrer
- 1944, 9. Mai, Petra Roth, Politikerin (CDU), von 1995 bis 2012 Oberbürgermeisterin der Stadt Frankfurt am Main
- 1944, 14. Juni, Dieter Ficken, deutsch-amerikanischer Fußballspieler und -trainer
- 1945, 25. März, Sabine Uhl, † 25. Juli 2025 in Hamburg, Politikerin (SPD), von 1990 bis 1991 Senatorin für Jugend und Soziales, von 1991 bis 1995 Senatorin für Arbeit und Frauen, von 1991 bis 1992 auch für Gesundheit, Jugend und Soziales
- 1945, 26. Juli, Horst Königstein, † 12. Mai 2013, Fernseh- und Theaterregisseur sowie Drehbuchautor
- 1945, 13. August, Fredy Meyer, Lehrer, Historiker und Fachautor
- 1945, 25. November, Peter Gloystein, Politiker (CDU), von September 2004 bis Mai 2005 Senator für Wirtschaft und Häfen der Freien Hansestadt Bremen
- 1946, Wolf Burbat, Jazzmusiker und Komponist
- 1946, Gisela Fox-Düvell, Malerin und Graphikerin
- 1946, Gotthart Kuppel, Theaterautor und Objektkünstler
- 1946, 6. Januar, Frank Lutz, † 19. August 2001 in Bremen, Rechtsanwalt und Politiker (CDU), von 1991 bis 2001 Mitglied der Bremischen Bürgerschaft
- 1946, 5. Mai, Herbert Mehrtens, Wissenschafts- und Mathematikhistoriker
- 1946, 17. Mai, Dieter Rogge, † 22. Juni 2022, Maler, Zeichner, Grafiker und Lyriker
- 1946, 18. Mai, Bernd Meyer, Lehrer und Politiker, von 1979 bis 1987 Bausenator, von 1987 bis 1988 Innensenator der Freien Hansestadt Bremen
- 1946, 30. Mai, Karl-Wilhelm Busch, Politiker (SPD), von 1982 bis 1991 Mitglied der Bremischen Bürgerschaft
- 1946, 20. Juli, Brigitte Dreyer, Politikerin (CDU), von 1995 bis 2003 Mitglied der Bremischen Bürgerschaft
- 1947, 27. Juli, Jochen Heck, Ruderer
- 1947, 19. August, Wolfgang Rose, Politiker (SPD) und Gewerkschafter, von 2008 bis 2020 Mitglied der Hamburgischen Bürgerschaft
- 1947, Gudrun Scholz, † 2024, Kunstwissenschaftlerin
- 1947, 6. Dezember, Wolf Christian Schröder, Schriftsteller, Dramatiker, Lyriker, Übersetzer und Drehbuchautor
- 1948, Bernd Hogrefe, Brigadegeneral der Bundeswehr
- 1948, 16. Januar, Ulrich Tilgner, Journalist und Auslandskorrespondent
- 1948, 17. Januar, Hella Eckert, Schriftstellerin
- 1948, 31. Januar, Christina Kubisch, Installationskünstlerin im Bereich Klangkunst
- 1948, 5. März, Elisabeth Störmer-Hemmelgarn, Malerin; lebt und arbeitet in Berlin
- 1948, 4. April, Ernst-Adolf Chantelau Internist, Diabetologe, Hochschullehrer
- 1948, 11. Juni, Jürgen Lüthge, † 5. Oktober 2022, Jurist, Bremer Staatsrat und Geschäftsführer
- 1948, 12. Juni, Herbert Meyer, Fußballspieler
- 1948, 18. September, Brigitte Sauer, † 14. Mai 2023, Politikerin (CDU), von 1999 wurde bis 2007 Abgeordnete der Bremischen Bürgerschaft
- 1949, Manfred Bruhn, Wirtschaftswissenschaftler, Hochschullehrer und Unternehmer
- 1949, Wolfgang Richter, Oberst a. D. und Experte für Sicherheitspolitik
- 1949, Wolfgang Zach, Maler und Objektkünstler
- 1949, 25. März, Rolf Kaemmer, Fußballspieler und -trainer
- 1949, 15. April, Walter Quintus, † 5. Februar 2017, Musiker, Komponist, Tonmeister und Musikproduzent
- 1949, 29. April, Norbert Schwontkowski, † 14. Juni 2013, Maler
- 1949, 16. Mai, Wolfgang Grotheer, Politiker (SPD), von 2003 bis 2008 Mitglied der Bremischen Bürgerschaft
- 1949, 16. Mai, Wolfgang Schrörs, † 17. November 2019, Politiker (CDU), von 1987 bis 2011 Mitglied der Bremischen Bürgerschaft
- 1949, 12. Juni, Jens Böhrnsen, von 2005 bis 2015 Präsident des Senats der Freien Hansestadt Bremen
- 1949, 2. August, Louis Krages, † 11. Januar 2001 in Atlanta, Autorennfahrer und Geschäftsmann
- 1950, Egmont Robert Koch, Filmjournalist und Autor
- 1950, 16. Januar, Gerhard Gäde, katholischer Theologe und Autor
- 1950, 2. Februar, Barbara Sukowa, Schauspielerin (Rosa Luxemburg und Hildegard von Bingen)
- 1950, 24. Februar, Peter Braun, Unternehmer und Politiker (FDP), von 1991 bis 1995 Mitglied der Bremischen Bürgerschaft
- 1950, 17. Juni, Hartmut Wagner, Architekt und Manager
- 1950, 25. Juni, Ingrid Reichert, Politikerin (SPD), von 1995 bis 2007 Abgeordnete in der Bremischen Bürgerschaft
- 1950, 5. August, Dieter Ammer, Wirtschaftsmanager, Unternehmer und Stifter
- 1950, 10. Oktober, Uwe Jensen, Mathematiker und Hochschullehrer
- 1950, 26. Oktober: Klaus Peters, † 17. Dezember 2023, Politiker (CDU), von 1995 bis 2007 Abgeordneter der Bremischen Bürgerschaft
- 1950, 23. November, Norbert Braun, Unternehmer
- 1950, 26. November, Dieter Burdenski, † 9. Oktober 2024 in Bremen, Fußballtorhüter
- 1950, 28. November, Hans Strothoff, † 11. August 2020, Familienunternehmer und Gründer und Vorstandsvorsitzender der MHK Group AG
- 1950, 4. Dezember, Ingo Wegener, † 26. November 2008 in Bielefeld, Informatiker, Preisträger der Konrad-Zuse-Medaille für Verdienste um die Informatik

#### 1951 bis 1960
- 1951, Ulrich Kubisch, Historiker, Fachautor
- 1951, Heiner Minssen, Soziologe und Hochschullehrer
- 1951, 5. Januar, Manfred Oppermann, † 10. Juni 2023 in Bremen, Politiker (SPD)
- 1951, 5. Februar, Horst Frehe, Politiker (Bündnis 90/Die Grünen)
- 1951, 12. Februar, Wilfried Langosz, Organist und Kirchenmusikdirektor
- 1951, 10. Mai, Wolfgang Apel, † 4. Februar 2017 in Bremen, Präsident des Deutschen Tierschutzbundes
- 1951, 11. August, Werner Nickel, Fußballspieler und -trainer
- 1951, 30. November, Ute von Bloh, Germanistin
- 1951, 8. Dezember, Elfi Eschke, deutsch-österreichische Schauspielerin
- 1952, Jürgen Happe, Musiker
- 1952, Volker Müller-Benedict, Statistiker und Hochschullehrer
- 1952, Hans-Peter Rodenberg, Amerikanist und Hochschullehrer
- 1952, 29. Januar, Klaus Osterloh, Trompeter
- 1952, 28. Juni, Otmar Kaufhold, Ruderer
- 1952, 15. August, Johann-Günther König, Schriftsteller
- 1952, 18. August, Robert Bücking, Politiker (Bündnis 90/Die Grünen), von 2015 bis 2023 Mitglied der Bremischen Bürgerschaft
- 1952, 22. August, Andreas Kunze, Schauspieler
- 1952, 31. August, Gerhard Meyer, Psychologe und Hochschullehrer
- 1952, 3. September, Dagmar Pelzer, Politikerin (Bündnis 90/Die Grünen)
- 1952, 14. September, Rüdiger Bormann, † 13. Januar 2013 in Köln, Präsident der Universität Bayreuth (Plagiatsaffäre um die Doktorarbeit von Karl-Theodor zu Guttenberg)
- 1952, 6. Oktober, Axel Petermann, Kriminalist und Autor
- 1952, 19. Oktober, Heike Wilms-Kegel, Politikerin (Bündnis 90/Die Grünen, FDP), von 1987 bis 1990 Mitglied des Deutschen Bundestages
- 1952, 14. Dezember, Wolfgang Müller-Funk, österreichischer Literatur- und Kulturwissenschaftler
- 1952, 24. Dezember, Siegfried Zademack, Maler
- 1953, Volkmar Wolters, Biologe und Hochschullehrer
- 1953, 26. Januar, Heinfried Schumacher, Politiker (SPD), von 1998 bis 2003 MdL Niedersachsen
- 1953, 10. Juni, Edith Beleites, Schriftstellerin
- 1953, 12. Juli, Peter Ulrich, evangelischer Theologe, Domprediger und Autor
- 1953, 24. Juli, Ingelore Rosenkötter, Politikerin (SPD), von 2006 bis 2011 Senatorin für Arbeit, Frauen, Gesundheit, Jugend und Soziales der Freien Hansestadt Bremen
- 1953, 28. Juli, Krista Sager, Politikerin (Bündnis 90/Die Grünen), von 1997 bis 2001 Senatorin für Wissenschaft, Forschung und Gleichstellung der Hansestadt Hamburg, von 2002 bis 2013 Mitglied des Deutschen Bundestages
- 1953, 29. Dezember, Jürgen Pohlmann, Politiker (SPD), von 1999 bis 2019 Abgeordneter in der Bremischen Bürgerschaft
- 1954, Irmela Hannover, Juristin, Fernsehmoderatorin und Sachbuchautorin
- 1954, Ralph Kull, Künstler, Grafiker und Hochschullehrer
- 1954, Bernhard W. Rahe, Autor und Kleinbühnenkünstler
- 1954, Ulrich Schneider, Historiker
- 1954, 25. Juli, Jürgen Trittin, von 1998 bis 2005 Bundesminister für Umwelt, Naturschutz und Reaktorsicherheit
- 1955, Peter Kurze, Verleger und Autor
- 1955, Heide Richter-Airijoki, Politikerin (SPD), seit 2021 Abgeordnete im Landtag von Sachsen-Anhalt
- 1955, Horst Schecker, Physikdidaktiker
- 1955, 13. Februar, Andreas Rumler, Lyriker, Sachbuchautor, Literaturkritiker
- 1955, 15. Mai, Andreas Roloff, Forstwissenschaftler
- 1955, 3. Oktober, Rolf Meyer, Fußballtorwart und -trainer
- 1955, 5. Oktober, Bernd Hebecker, Dartspieler
- 1955, 28. November, Mechthild Podzeit-Lütjen, deutsch-österreichische Schriftstellerin
- 1955, 16. Dezember, Eddy Steinblock, † 9. November 2017, Wrestler und Schauspieler
- 1956, Christoph Hörstel, Journalist und Politikberater
- 1956, Matthias Keller, Musikjournalist
- 1956, Peer Meter, Schriftsteller
- 1956, 19. Februar, Annedore Windler, Politikerin (CDU) von 1999 bis 2007 Abgeordnete in der Bremischen Bürgerschaft
- 1956, 16. März, Torsten Conradi, Schiffbauingenieur sowie Regatta- und Tourensegler
- 1956, 29. April, Renke Brahms, Pastor, Schriftführer der Bremischen Evangelischen Kirche
- 1956, 18. September, Uwe Woltemath, Politiker (bis 2010 FDP), von 2007 bis 2011 Mitglied der Bremischen Bürgerschaft
- 1956, 14. Oktober, Detlef Scharf, Politiker (CDU) von 2022 bis 2023 Abgeordneter der Bremischen Bürgerschaft
- 1956. 19. Oktober, Birgit Busch, Politikerin (SPD), von 1999 bis 2011 Abgeordnete in der Bremischen Bürgerschaft
- 1957, 2. Januar, Kurt Zech, Bauunternehmer und Immobilienentwickler Zech Group
- 1957, 12. Januar, Barbara Thomaß, Medienwissenschaftlerin und Hochschullehrerin
- 1957, 23. Mai, Jörn Walter, Stadtplaner, Oberbaudirektor von Hamburg
- 1957, 11. Juni, Detlev Gross, Jurist und Sachbuchautor
- 1957,  20. Juni, Reimund Kasper, Politiker (SPD), von 2003 bis 2011 Abgeordneter der Bremischen Bürgerschaft
- 1957, 22. August, Katrin Ullmann, Künstlerin
- 1957, 28. August, Jens Görtz, Politiker (SPD) von 1999 bis 2003 Abgeordneter der Bremischen Bürgerschaft
- 1957, 7. September, Jörg Vollmer, General der Bundeswehr
- 1957, 1. Oktober, Will Gmehling, Kinder- und Jugendbuchautor
- 1957, 6. November, Klaus Kleinfeld, ehemaliger Vorstandsvorsitzender der Siemens AG
- 1957, 17. November, Thomas Franke, Althistoriker
- 1957, 26. November, Karin Bohle-Lawrenz, † 15. Mai 2024, Politikerin (SPD, FDP), von 2007 bis 2011 Abgeordnete der Bremischen Bürgerschaft
- 1958, Harald Brandt, Hörfunkautor und -regisseur
- 1958, Manfred Schmid, Künstler und Kunsthandwerker
- 1958, Susanne Schwarz-Raacke, Industriedesignerin und Hochschullehrerin
- 1958, 18. Juni, Gert Postel, Hochstapler
- 1958, 11. August, Torsten J. Gerpott, † 8. Juni 2023, Wirtschaftswissenschaftler

- 1959, Elke Gurlit, Rechtswissenschaftlerin, Richterin am Staatsgerichtshof in Bremen
- 1959, Bettina Hannover, Psychologin und Hochschullehrerin
- 1959, Katharina Krieger, Politikerin (Die Linke)

- 1959, Bettina Sokol, Datenschutzexpertin, Präsidentin des Rechnungshofs der Freien Hansestadt Bremen
- 1959, 17. Januar, Peter-Christof Blomeyer, Diplomat
- 1959, 30. Januar, Michael Has, Menschenrechtsaktivist und Physiker
- 1959, 14. Februar, Lutz Bachmann, Molekularbiologe und Hochschullehrer
- 1959, 27. Februar, Winfried Hammelmann, Hörfunkredakteur, Fernsehmoderator, Filmschauspieler und Schriftsteller
- 1959, 24. März, Uwe Schwenker, Handballnationalspieler und Geschäftsführer des THW Kiel
- 1959, 26. April, Christian von der Goltz, Jazzmusiker
- 1959, 3. Mai, Jürgen Buchwald, Landwirt, Agrarökonom und politischer Beamter
- 1959, 8. Mai, Michael Lüders, Politik- und Islamwissenschaftler
- 1959, 8. Mai, Carsten Maschmeyer, ehemaliger Vorstand und Miteigentümer der Unternehmen AWD und Swiss-Life
- 1959, 6. Juli, Maria von Bismarck, Schauspielerin und Regisseurin
- 1959, 30. Juli, Silvia Schön, Politikerin (Bündnis 90/Die Grünen), von 2003 bis 2015 Mitglied der Bremischen Bürgerschaft
- 1959, 19. Oktober, Barbara Bogen, Hörfunkautorin und Kulturkritikerin
- 1959, 19. Oktober, Ralf Lau, Großmeister im Schach
- 1959, 2. Dezember, Praxedis Möhring, Richterin am Bundesgerichtshof
- 1960, Jens Ahrends, Politiker (parteilos, früher AfD, LKR), von 2017 bis 2022 Mitglied des Niedersächsischen Landtages
- 1960, Guido Hoffmann, Spieleautor und Illustrator
- 1960, Jens M. Lucke, Autor, Journalist und Übersetzer
- 1960, 23. April, Arne Heise, Hochschullehrer für Finanzwissenschaft
- 1960, 4. Mai, Birgit Dressel, † 10. April 1987 in Mainz, Leichtathletin im Siebenkampf
- 1960, 15. Juli, Christian Stoll, Journalist, Stadionsprecher und Sportorganisator
- 1960, 20. August, Bernd Steinhardt, Schriftsteller
- 1960, 8. September, Dieter Burdorf, Germanist und Hochschullehrer
- 1960, 28. September, Matthias Pulte, katholischer Theologe
- 1960, 11. Oktober, Joachim Eibach, Historiker
- 1960, 28. Oktober, Susanne Grobien, Politikerin (CDU), seit 2011 Mitglied der Bremischen Bürgerschaft
- 1960, 13. Dezember, Joachim Pfannschmidt, Chirurg und außerplanmäßiger Professor
- 1960, 25. Dezember, Kriso ten Doornkaat, Malerin, Grafikerin und Bildhauerin

#### 1961 bis 1970
- 1961, Katja Boehme, römisch-katholische Religionspädagogin und Hochschullehrerin
- 1961, 1. Januar, Sven Regener, Musiker und Schriftsteller
- 1961, 27. März, Marvin Entholt, Journalist und Dokumentarfilmautor
- 1961, 30. März, Carsten Meyer-Heder, Politiker (CDU) und IT-Unternehmer, von 2019 bis 2023 Mitglied der Bremischen Bürgerschaft
- 1961, 26. Juni, Thomas vom Bruch, Politiker (CDU), von 2011 bis 2023 Abgeordneter der Bremischen Bürgerschaft
- 1961, 15. Juli, Hendrik Schwolow, Trompeter, Orchesterleiter und Arrangeur
- 1961, 17. Juli, Henning Lohner, Filmkomponist
- 1961, 30. Juli, Christoph Plass, Krebsforscher und Humangenetiker
- 1961, 17. August, Holger Münch, Präsident des Bundeskriminalamtes
- 1961, 31. Oktober, Uwe Becker, evangelischer Theologe und Hochschullehrer
- 1961, 3. November, Jan Bemmann, Archäologe
- 1961, 5. November, Andreas Köss, † 25. März 2019, Schauspieler und Sprecher
- 1961, 30. Dezember, Tom Spieß, Filmproduzent
- 1962, Jens Bommert, Maler
- 1962, Georg Fertig, Historiker
- 1962, Arvid Gast, Organist
- 1962, Stephan Meyer-Kohlhoff, Schauspieler
- 1962, Till Warwas, Maler
- 1962, Ann-Marie Wolff, Juristin, Präsidentin des Hanseatischen Oberlandesgerichts Bremen
- 1962, 9. Februar, Uwe Birnstein, Theologe
- 1962, 10. Februar, Jens Maier, Politiker (AfD), von 2017 bis 2021 Mitglied des Deutschen Bundestags
- 1962, 26. Februar, Axel Balkausky, Sportjournalist und Fernsehredakteur
- 1962, 4. März, Carmen Emigholz, Politikerin (SPD), von 1995 bis 2007 Mitglied der Bremischen Bürgerschaft, Staatsrätin
- 1962, 20. April, Thomas Rohde, Oboist
- 1962, 17. Mai, Thomas Krohne, Sportfunktionär und Unternehmer
- 1962, 18. Juni, Torsten Marold, Spieleautor
- 1962, 29. Juni, Marco Romed Fuchs, Jurist, Vorstandsvorsitzender des Technologiekonzerns OHB
- 1962, 7. Juli, Andreas Birnbaum, Moderator, Synchronsprecher, Off- und Hörspielsprecher
- 1962, 11. September, Peter Lohner, Filmproduzent
- 1962, 4. Oktober, Andreas Müller-Cyran, katholischer Diakon, Rettungsassistent, Notfallseelsorger
- 1963, Sven Walser, Schauspieler
- 1963, 7. Februar, Torsten Staffeldt, Maschinenbauingenieur und Politiker (FDP), von 2009 bis 2013 Mitglied des Deutschen Bundestages
- 1963, 10. Februar, Petra Höfer, † 6. Juni 2017 in Dortmund, Journalistin und Filmemacherin
- 1963, 5. März, Oliver Herrmann, Fotograf, Film- und Theaterregisseur
- 1963, 25. Mai, Torsten Albig, Politiker (SPD), von 2009 bis 2012 Oberbürgermeister von Kiel, 2012 bis 2017 Ministerpräsident des Landes Schleswig-Holstein
- 1963, 11. Juni, Gitta Kahle, Jazzmusikerin
- 1963, 14. Juni, Arne Körtzinger, Chemiker, Meeresforscher und Hochschullehrer
- 1963, 8. Juli, Ulrike Grote, Schauspielerin, Regisseurin und Sprecherin
- 1963, 15. September, Johannes Kahrs, Politiker (SPD), von 1998 bis 2020 Mitglied des Deutschen Bundestages
- 1963, 27. September, Tim Lange, TV-Producer, Autor und Regisseur
- 1963, 28. September, Silke Stroth, Psychologin und politische Beamtin
- 1963, 1. Dezember, Udo Baron, Historiker und Politikwissenschaftler
- 1963, 16. Dezember, Bärbel Schäfer, Fernsehmoderatorin
- 1963, 29. Dezember, Astrid Brandt, † 26. September 2019, Künstlerin
- 1964, 3. Januar, Dirk Lellek, † 22. April 2016 in Ahlhorn, Fußballspieler und -trainer
- 1964, 4. Februar, Volker Dehs, Literaturwissenschaftler und Publizist
- 1964, 15. März, Michael Landsky, Kirchenmusiker und Musikpädagoge
- 1964, 29. April, Ingmar Streese, politischer Beamter
- 1964, Mai, Ingrid Darmann-Finck, Pflegewissenschaftlerin und Hochschullehrerin
- 1964, 13. Mai, Marcus Gröttrup, † 2. Juni 2022 in Konstanz, Immunologe, Forscher und Hochschullehrer
- 1964, 20. Mai, Olaf Struck, Soziologe und Hochschullehrer
- 1964, 6. Juli, Uwe Harttgen, Fußballspieler und -funktionär
- 1964, 14. September, Magnus Kaminiarz, † 5. April 2019 in Frankfurt am Main, Architekt
- 1964, 18. September, Jörg Kastendiek, † 13. Mai 2019 in Bremen, Politiker (CDU), von 1991 bis 2005 und ab 2007 Mitglied der Bremischen Bürgerschaft
- 1964, 15. Oktober, Susi Möbbeck, Politikerin (SPD)
- 1964, 2. November, Karin Treu, politische Beamtin (SPD)
- 1964, 12. November, Barbara Stühlmeyer, Autorin und Wissenschaftlerin
- 1964, 28. November, Kai Stührenberg, Politiker (Die Linke)
- 1964, 16. Dezember, Sabine Dorn, Politikerin (CDU, FDP), von 2003 bis 2007 Mitglied der Bremischen Bürgerschaft
- 1964, 19. Dezember, Ben Becker, Schauspieler
- 1964, 26. Dezember, Christoph Grafe, Architekturhistoriker
- 1965, Kerstin Herrnkind, Journalistin und Autorin
- 1965, Johannes Kahrs, Künstler
- 1965, Christoph Weiss, Unternehmer und Politiker (CDU), von 2019 bis 2022 Mitglied der Bremischen Bürgerschaft
- 1965, Anja Witt, Malerin
- 1965, 2. Februar, Piet Leidreiter, Politiker (AfD, ALFA, BiW), von 2015 bis 2019 und seit 2023 Mitglied der Bremischen Bürgerschaft
- 1965, 8. Februar, Ingo Günther, Musiker, Komponist und Schauspieler
- 1965, 12. März, Volker Bach, Physiker, Mathematiker und Hochschullehrer
- 1965, 13. April, Martin Matz, Politiker (bis 2004 FDP, seit 2005 SPD), von 2001 bis 2006 und seit 2023 Mitglied des Abgeordnetenhauses von Berlin
- 1965, 22. April, Clarissa Ahlers, Journalistin, Fernsehmoderatorin und Juristin
- 1965, 26. Juni, Andreas Erfurth, Schauspieler und Theaterregisseur
- 1965, 7. Juli, Arnd Zeigler, Moderator, Journalist, Autor und Sänger
- 1965, 18. Juli, Martin Breutigam, Schachspieler und -journalist
- 1965, 23. Juli, Christoph M. Bamberger, Mediziner, Endokrinologie, Hochschullehrer und Autor
- 1965, 3. August, Stefan Maaß, Schauspieler
- 1965, 24. September, Sabine Schiffner, Schriftstellerin
- 1965, 25. September, Christine Frai, Fußballschiedsrichterin
- 1965, 4. November, Susanne Szell, Schauspielerin
- 1965, 16. November, Diemut Schilling, Bildhauerin und Hochschullehrerin
- 1965, 10. Dezember, Jörg Jäger, Politiker (CDU), von 1995 bis 2005 Mitglied der Bremischen Bürgerschaft
- 1965, 23. Dezember, Andreas Kappes, † 31. Juli 2018, Radrennfahrer
- 1966, Peter Beck, Politiker (AfD, LKR, BiW), von 2019 bis 2023 Mitglied der Bremischen Bürgerschaft
- 1966, Julia Boehme, Redakteurin und Kinderbuchautorin
- 1966, Gaby Bornheim, Juristin und Reederin, Vorsitzende des Verbandes Deutscher Reeder
- 1966, Claudia Garde, Regisseurin und Drehbuchautorin
- 1966, 7. Januar, Jens Eckhoff, Politiker (CDU), von 2003 bis 2006 Senator für Bau, Umwelt und Verkehr der Freien Hansestadt Bremen, Mitglied der Bremischen Bürgerschaft
- 1966, 20. Januar, Peter Tschentscher, Politiker (SPD), Finanzsenator und Erster Bürgermeister in Hamburg
- 1966, 13. Februar, Frank Buchholz, Molekularbiologe und Hochschullehrer
- 1966, 1. März, Viola Mull, Politikerin (CDU), Mitglied der Bremischen Bürgerschaft
- 1966, 27. März, Kai-Uwe Hollweg, Unternehmer, schwedischer Honorarkonsul des Landes Bremen, Mitglied Haus Seefahrt
- 1966, 9. April, Joachim Steyer, Politiker (AfD), seit 2021 Abgeordneter im Landtag von Baden-Württemberg
- 1966, 4. Mai, Magnus Kleine-Tebbe, Bildhauer
- 1966, 5. Juli, Alexander Koch, † 17. Januar 2019 in Berlin, Historiker und Stiftungspräsident
- 1966, 6. Dezember, Frank Henry Horn, Rechtsanwalt und Politiker (SPD), von 2003 bis 2008 Mitglied des Niedersächsischen Landtags
- 1966, 13. Dezember, David Safier, Drehbuchautor und Schriftsteller
- 1967, Irene Albers, Romanistin
- 1967, Alexander Fink, Autor, Referent, Zukunftsforscher und Strategieberater
- 1967, Christof Knoche, Jazzmusiker
- 1967, Jens Piezunka, Jazzmusiker und Chorleiter
- 1967, Martin Schäfer, politischer Beamter und Diplomat
- 1967, Carmen Schön, Managementberaterin und Autorin
- 1967, Christian Sedat, Diplomat
- 1967, Katharina Voß, † 26. Februar 2018, Theaterschauspielerin
- 1967, 13. Januar, Magnus Buhlert, Politiker (FDP), von 1992 bis 1995, von 2007 bis 2011 und von 2015 bis 2023 Mitglied der Bremischen Bürgerschaft
- 1967, Februar, Sven Schellenberg, Politiker (BD, BiW), seit 2023 Mitglied der Bremischen Bürgerschaft
- 1967, 20. Februar, Vito Cecere, Politikwissenschaftler, Historiker und Diplomat
- 1967, 24. Mai, Julia Bremermann, Schauspielerin
- 1967, 30. Juni, Sven Reichardt, Historiker und Hochschullehrer
- 1967, 31. Juli, Björn Tschöpe, Politiker (SPD), von 2003 bis 2019 Mitglied der Bremischen Bürgerschaft
- 1967, 9. August, Sven Strüver, Profigolfer
- 1967, 15. August, Mattias Kumm, Rechtswissenschaftler und Hochschullehrer
- 1967, 16. September, Astrid Böger, Amerikanistin
- 1967, 17. September, Enno Bahrs, Agrarökonom
- 1967, 13. Dezember, Markus Liske, Schriftsteller
- 1968, Thomas Armbrüster, Wirtschaftswissenschaftler
- 1968, Kai Steffen, Ingenieur und Denkmalschützer
- 1968, 14. März, Tim Kähler, Politiker (SPD), seit 2014 Bürgermeister von Herford
- 1968, 1. April, Corinna Wolters, Journalistin und Fernsehmoderatorin
- 1968, 1. Juni, Thorsten Benkenstein, Jazzmusiker
- 1968, 9. Juni, Peter Gagelmann, Fußballschiedsrichter
- 1968, 30. Juni, Mark Scheibe, Musiker, Sänger, Komponist und Songtexter
- 1968, 5. August, Lutz Büchner, † 11. März 2016 in Tokio, Jazzmusiker
- 1968, 8. August, Christian Keßler, Filmkritiker, Autor und Filmproduzent
- 1968, 17. August, André Erkau, Filmregisseur und Drehbuchautor
- 1968, 27. September, Hans Pietsch, † 16. Januar 2003, Go-Spieler
- 1968, 30. Oktober, Thomas Horsch, Fußballtrainer
- 1968, 20. November, Julia Hentschel, Schauspielerin
- 1968, 8. Dezember, Anne Schierenbeck, Politikerin (Bündnis 90/Die Grünen), von 2011 bis 2016 Mitglied der Bremischen Bürgerschaft
- 1969, Marc Becker, Theaterregisseur und Autor
- 1969, Karolin Klimek, Modedesignerin, Illustratorin und Hochschullehrerin
- 1969, Dirk Piezunka, Jazzmusiker
- 1969, Silke Torp, Juristin und politische Beamtin
- 1969, 15. Januar, Meret Becker, Schauspielerin
- 1969, 10. April, Stefan Lindemann, Komponist
- 1969, 4. August, Stephan Bodzin, Produzent elektronischer Tanzmusik
- 1969, 11. September, Alexander Malchow, Fußballspieler und -trainer
- 1969, 29. November, Alana Bock, Schauspielerin
- 1969, 27. November, Julia Grimpe, Schauspielerin
- 1969, 2. Dezember, Kayhan Özgenç, Journalist
- 1969, 5. Dezember, Jan C. Behrends, Historiker und Hochschullehrer
- 1970, Sahhanim Görgü-Philipp, Politikerin, Mitglied der Bremischen Bürgerschaft
- 1970, Sandra Günter, Sport- und Kulturwissenschaftlerin, Hochschullehrerin
- 1970, Melanie Jäger-Waldau, Kirchenmusikerin, Münsterkantorin in Überlingen
- 1970, 7. Januar, Markus Naewie, Tennisspieler
- 1970, 29. April, Michael Sommer, Althistoriker und Hochschullehrer
- 1970, 20. Juli, Tobias Esch, Neurobiologe und Hochschullehrer
- 1970, 19. September, Ingo Steinwart, Mathematiker und Hochschullehrer
- 1970, 2. Oktober, Helmut Kreicker, Jurist, Richter am Bundesgerichtshof
- 1970, 6. Oktober, Corinna May, Sängerin, Teilnehmerin am Eurovision Song Contest
- um 1970, Sabine Pamperrien, Journalistin, Literaturwissenschaftlerin, Rezensentin und Sachbuchautorin

#### 1971 bis 1980
- 1971, Michaela Hampf, Historikerin, Hochschullehrerin
- 1971, Kerstin von Lingen, Historikerin
- 1971, Melanie Morawietz, Politikerin (CDU), von 2021 bis 2023 Mitglied der Bremischen Bürgerschaft
- 1971, Elke Steiner, Illustratorin und Comic-Zeichnerin
- 1971, 16. Januar, Henrike von Platen, Betriebswirtin und Frauenrechtsaktivistin
- 1971, 28. April, Kristina Schulz, deutsch-schweizerische Historikerin, Hochschullehrerin
- 1971, 9. Mai, Ignaz Dinné, Jazzmusiker
- 1971, 15. Dezember, Jens Esser, Käferforscher, Taxonom und Naturschützer
- 1971, 19. Dezember, Axel Brüggemann, Journalist und Publizist
- 1972, Tanja Wenz, Schriftstellerin
- 1972, 30. März, Andree Kirchner, Rechtswissenschaftler und Unternehmer
- 1972, 13. April, Thomas Schumacher, Produzent elektronischer Tanzmusik
- 1972, 6. Mai, Andree Welge, Dartspieler
- 1972, 19. Juli, Bettina Hornhues, Politikerin (CDU), von 2013 bis 2017 Mitglied des Deutschen Bundestages, seit 2019 Mitglied der Bremischen Bürgerschaft
- 1972, 11. Oktober, Marco Grote, Fußballspieler und -trainer
- 1972, 27. Dezember, Malin Schwerdtfeger, Schriftstellerin
- 1973, 8. Februar, Swantje Hartmann, Politikerin (SPD, später CDU), von 2002 bis 2003 und von 2006 bis 2013 Mitglied des Niedersächsischen Landtags
- 1973, 14. Juli, Daniela Haak, alias Lady Danii, Sängerin von Mr. President
- 1973, 21. September, Moritz Zielke, Schauspieler
- 1973, 2. November, Carsten Burhop, Historiker
- 1973, 10. November, Kathrin Kleibl, Archäologin und Provenienzforscherin
- 1973, 28. November, Stephanie Caspar, Managerin
- 1974, Wiebke Weidanz, Cembalistin
- 1974, 18. Februar, Mark Tavassol, Bassist der Musikgruppe Wir sind Helden
- 1974, 27. März, Sandra Ahrens, Politikerin (CDU), seit 2003 Abgeordnete der Bremischen Bürgerschaft
- 1974, 13. April, Susanne Menzel, Jazzsängerin
- 1974, 21. Mai, Claudia Müller, Fußballspielerin
- 1974, 12. Juli, Björn Schierenbeck, Fußballspieler
- 1974, 3. Oktober, Martin Scholz, Sänger, Schauspieler und Moderator
- 1974, 31. Dezember, Bas Böttcher, Lyriker und Medienkünstler
- 1975, Katalyn Hühnerfeld, Kabarettistin, Schauspielerin und Sprecherin
- 1975, 27. Januar, Benjamin von Stuckrad-Barre, Schriftsteller
- 1975, 25. März, Lars Figura, 400-Meter-Läufer
- 1975, 19. April, Michael Bartels, Politiker (CDU), von 2003 bis 2004 und von 2005 bis 2011 Abgeordneter in der Bremischen Bürgerschaft
- 1975, 6. Juni, Malin Büttner, Moderatorin
- 1975, 23. August, Michael Jentzsch, Lehrer, Autor und Comedian
- 1975, 23. September, FlowinImmO, Musiker
- 1976, Malte Henk, Journalist
- 1976, Kathrin Lindner, Schauspielerin
- 1976, Hans Löw, Schauspieler
- 1976, 21. Februar, Tim Cordßen-Ryglewski, politischer Beamter (SPD)
- 1976, 10. Juni, Georg Friedrich Prinz von Preußen, Chef des Hauses Hohenzollern
- 1976, 19. Juni, Nikola Richter, Schriftstellerin
- 1976, 26. Oktober, Judith Hinkelmann alias J. Hildebrandt alias T-Seven, Sängerin von Mr. President und Radiomoderatorin
- 1976, 26. Oktober, Arnd Lauber, Schachspieler
- 1977, 23. März, Roman Fricke, Hochspringer
- 1977, 11. April, Dirk Ehnts, Professor
- 1977, 30. Mai, Marco da Silva, Choreograf, Sänger und Tänzer
- 1977, 29. Juni, Julia Theres Held, Fernsehjournalistin
- 1977, 24. August, Kristina Herbst, Ministerialbeamtin
- 1977, 13. Dezember, Björn Fecker, Politiker (Bündnis 90/Die Grünen), Finanzsenator
- 1978, Tjalf Hoyer, Liedtexter und Sänger
- 1978, David Voss, Filmregisseur und Drehbuchautor
- 1978, 6. September, Christina Jantz-Herrmann, Politikerin (SPD), von 2013 bis 2017 Mitglied des Deutschen Bundestages
- 1978, 13. September, Florian Hauer, politischer Beamter (CDU)
- 1978, 5. Oktober, Mirko Lang, Schauspieler
- 1978, 2. November, Thomas Ehmke, Politiker (SPD), von 1999 bis 2011 Mitglied der Bremischen Bürgerschaft, seit 2019 Leiter der Senatskanzlei in Bremen
- 1978, 9. Dezember, Neele Vollmar, Filmregisseurin
- 1979, Katrin Connan, Bühnenbildnerin
- 1979, Katharina Kähler, Soziologin, Politikerin, Mitglied der Bremischen Bürgerschaft
- 1979, Flo Mega, Soul-Sänger
- 1979, Katharina Schmitt, Dramatikerin und Theaterregisseurin
- 1979, Alexander Schubert, Musiker
- 1979, 17. Januar, Sandra Quadflieg, Schauspielerin
- 1979, 28. März, Kim Adler, Fernsehmoderator
- 1980, Reyhan Şahin, Rapperin, Schauspielerin und Radiomoderatorin
- 1980, Philipp Wündrich, Architekt
- 1980, 10. März, Johannes Strate, Sänger der Rockband Revolverheld
- 1980, 18. März, Nora Szech, † 16. August 2023, Verhaltensökonomin und  Wirtschaftswissenschaftlerin
- 1980, 17. Oktober, Martje Thalmann, Türmerin
- 1980, 14. November, Nina Müller, Handballspielerin

#### 1981 bis 1990
- 1981, John-Dennis Renken, Jazz- und Improvisationsmusiker
- 1981, 20. Januar, Jan Fries, Ökonom und Politiker (Bündnis 90/Die Grünen)
- 1981, 23. Februar, Jan Böhmermann, Hörfunk- und Fernsehmoderator, Satiriker, Filmproduzent und Autor
- 1981, 24. Juni, Juliette Greco, Theater- und Fernsehschauspielerin
- 1981, 22. September, Janne Drücker, Schauspielerin
- 1982, 9. Januar, Nora Bossong, Schriftstellerin
- 1982, 17. März, Mario Neunaber, Fußballspieler
- 1982, 19. März, Murat Kurnaz, Guantánamo-Gefangener
- 1982, 12.  November, Mark Runge, † 14. Juli 2021, Politiker (AfD), von 2019 bis 2021 Abgeordneter der Bremischen Bürgerschaft
- 1983, Grillmaster Flash, Musiker
- 1983, Christoph Kulgemeyer, Physikdidaktiker
- 1983, Sven Stockrahm, Journalist
- 1983, Minna Wündrich, Schauspielerin und Hörspielsprecherin
- 1983, 16. Januar, Benyamin Sönmez, † 30. November 2011 in Istanbul, türkischer Cellist
- 1983, 25. Januar, Sarah Günther-Werlein, Fußballspielerin
- 1983, 1. August, Moritz Cassalette, Sportjournalist
- 1983, 2. August, Stephanie Dehne, Politikerin, Mitglied der Bremischen Bürgerschaft
- 1983, 6. Dezember, Christina-Johanne Schröder, Politikerin (Grüne), seit 2021 Mitglied des Bundestags
- 1984, Birte Schnöink, Schauspielerin
- 1984, 17. März, Jens Crueger, Politiker (Grüne, SPD), von 2015 bis 2019 Mitglied der Bremischen Bürgerschaft
- 1984, 22. Januar, Josef Çınar, Fußballspieler
- 1984, 25. April, Saygin Yalçin, Unternehmer
- 1984, 13. Oktober, Kathrin Fricke aka Coldmirror, Video- und Netzkünstlerin
- 1984, 5. November, Shiml, Rapper und Produzent
- 1985, 6. September, Lencke Wischhusen, Unternehmerin und Politikerin (FDP), von 2015 bis 2023 Mitglied der Bremischen Bürgerschaft
- 1986, 8. Oktober, Julien Backhaus, Verleger[3]
- 1986, Philipp Modersohn, Bildhauer
- 1987, 18. Mai, Jaana Ehmcke, Schwimmerin
- 1988, Lea Willkowsky, Theater- und Filmschauspielerin
- 1988, 18. Januar, Angelique Kerber, Tennisspielerin
- 1988, 30. Juni, Jennifer Winter Handballspielerin und -trainerin
- 1988, 19. November, Mario Müller, Rechtsextremist
- 1988, 22. November, Atiye, türkische Popsängerin
- 1988, 2. Dezember, Lara Trautmann, Künstlername Lara Loft, Synchronsprecherin, Sängerin, Moderatorin
- 1988, 30. Dezember, Jan Nolte, Politiker (AfD), seit 2017 Mitglied des Deutschen Bundestages
- 1989, 8. Februar, Christian Groß, Fußballspieler
- 1989, 26. Februar, Laura Wontorra, Sport-Moderatorin
- 1989, 1. September; Marc Viehöfer, deutscher Regattasegler
- 1990, 8. April, Rabea Neßlage, Handballspielerin
- 1990 oder 1991, Kawus Kalantar, Stand-Up-Comedian

#### 1991 bis 2000
- 1991, Malick Bauer, Schauspieler
- 1991, Deniz Orta, Schauspielerin
- 1991, 3. Februar, Kevin Behrens, Fußballspieler
- 1991, 15. Februar, Sebastian Hahn, Autor
- 1991, 16. Februar, Terrence Boyd, deutsch-amerikanischer Fußballspieler
- 1991, 21. August, Neele Buchholz, Schauspielerin und Tänzerin
- 1991, 23. September, Fabian Burdenski, Fußballspieler
- 1991, 20. November, Julian Fischer, Jazzmusiker
- 1992, 3. Februar, Malte Grashoff, Fußballspieler
- 1992, 30. April, Finn Lemke, Handballspieler
- 1992, 13. Mai, Julia Engelmann, Schauspielerin und Poetry-Slammerin
- 1992, 31. Mai, Jonathan Schmude, Fußballspieler
- 1992, 22. September, Kim Behrens, Volleyball- und Beachvolleyballspielerin
- 1993, 7. Januar, Nico Santos, Singer-Songwriter
- 1993, 9. Dezember, Franziska Steinhaus, Schauspielerin
- 1994, 14. Februar, Julian von Haacke, Fußballspieler
- 1994, 17. März, Tobias Schwede, Fußballspieler
- 1995, 1. Februar, Maik Łukowicz, deutsch-polnischer Fußballspieler
- 1995, 25. März, Gerrit Holtmann, Fußballspieler
- 1995, 19. April, Manjou Sabrina Wilde, Fußballspielerin.
- 1995, 26. Juni, Paul Kohlhoff, deutscher Regattasegler
- 1996, 2. April, Stefan Babinsky, österreichischer Skirennläufer
- 1996, 2. Mai, Julian Brandt, Fußballspieler
- 1996, 13. Juli, Affam Ifeadigo, Fußballspieler
- 1996, 21. November, Maximilian Rolka, polnisch-deutscher Handballspieler
- 1997, 9. Januar, Ole Käuper, Fußballspieler
- 1997, 13. Juni, Soraya Jamal, Journalistin und Fernsehmoderatorin
- 1997, 19. August, Florian Wellbrock, Schwimmsportler
- 1997, 13. November, Pia-Sophie Wolter, Fußballspielerin
- 1998, 9. Februar, Ayodele Adetula, Fußballspieler
- 1998, 21. Mai, Maurice Walter, Schauspieler
- 1998, 9. Juli, Katharina Meier, Handballspielerin
- 1998, 29. September, Okan Erdoğan, Fußballspieler
- 1999, 26. Februar, Jakob Lewald, Fußballspieler
- 1999, 14. April, Dion Mohammed Braimoh, Basketballspieler
- 1999, 13. August, Dmitrij Kollars, Schachspieler
- 1999, 21. November, Nina Lührßen, Fußballspielerin
- 2000, 10. März, Luca Plogmann, Fußballtorwart

### 21. Jahrhundert
- 2001, 7. Februar, Maik Nawrocki, deutsch-polnischer Fußballspieler
- 2001, 24. Mai, Louis Poznański, deutsch-polnischer Fußballspieler
- 2001, 13. Dezember, Eren Dinkçi, Fußballspieler
- 2002, 14. Februar, Nick Woltemade, Fußballspieler
- 2003, 11. Januar, Britte Stuut, Volleyballspielerin
- 2005, 4. August, Karina Schönmaier, Turnerin

## Sonstige Persönlichkeiten
Weitere Personen mit Bezug zu Bremen:
- Doris Achelwilm (* 1976), Journalistin und Politikerin (Die Linke)
- Adam von Bremen (11. Jahrhundert), Domscholast und Autor
- Detlev Albers (1943–2008), Politikwissenschaftler, Universitätsprofessor und SPD-Landesvorsitzender in Bremen
- Kaspar Altenaich (1527–1605), Rechtswissenschaftler
- Lale Andersen (1905–1972), Sängerin und Schauspielerin
- Hermann Apelt (1876–1960), Bremer Politiker (DVP, FDP/BDV) und Senator
- Johann Christoph Bachmann (1748–1814), Kaufmann und Unternehmer, Begründer des Handelshauses J.H. Bachmann
- Johann Hinrich Bachmann (?–1832), Kaufmann und Unternehmer, Inhaber des Handelshauses J.H. Bachmann in zweiter Generation
- Julius Bamberger (1880–1951), Kaufmann und Unternehmer, Inhaber des Kaufhauses Julius Bamberger, jüdisches NS-Opfer
- Steve Barton (1954–2001), Musicaldarsteller, starb in Bremen
- Heinrich Beck (1832–1881), Brauer und Mitbegründer der Beck’s-Brauerei
- Uli Beckerhoff (* 1947), Jazzmusiker in Deutschland
- Fritz Becker (1892–1967), Generalleutnant sowie letzter Kampfkommandant von Bremen im Zweiten Weltkrieg
- Karim Bellarabi (* 1990), Fußballspieler
- Hans Walter Berg (1916–2003), Journalist, u. a. beim Weser-Kurier; erster Asienkorrespondent der ARD
- Jobst von Berg (* 1962), Künstler
- Friedrich Wilhelm Bessel (1784–1846), Astronom und Mathematiker
- Markus Beyer (1971–2018), Boxweltmeister im Supermittelgewicht nach WBC 2003–2006
- Dolf Bissinger (* 1944), österreichischer Architekt und Maler, 1970 bis 1987 Stadtplaner, seit 1991 freier Maler in Bremen
- Marco Bode (* 1969), Fußballspieler, Rekordtorschütze und Ehrenspielführer des SV Werder Bremen, Europameister 1996, Dt. Meister 1993, 3× Dt. Pokalsieger, Europapokalsieger der Pokalsieger 1992
- Carl F. W. Borgward (1890–1963), Ingenieur und Autokonstrukteur
- David Bromberger (1853–1930), Musikprofessor, Komponist, Pianist, Dirigent und Chorleiter
- Carl Carls (1880–1958), Schachmeister, Mitgründer und späterer Direktor der Bremer Creditbank
- Rudi Carrell (1934–2006), niederländischer Showmaster, der die deutsche Fernsehunterhaltung prägte
- Dorothee Colberg-Tjadens (1922–2004), Keramikerin, Hochschullehrerin und Politikerin (SPD)
- Eduard Crüsemann (1826–1869), Mitbegründer des Norddeutschen Lloyd
- Willy Dehnkamp (1903–1985), Bremer Politiker (SPD), Präsident des Senats und Bürgermeister (1965–1967)
- Karl Deichmann (1863–1940), Reichstagsabgeordneter (SPD), Bremer Senator und Bürgermeister
- Friedrich Ebert (1871–1925), Politiker (SPD), erster Reichspräsident der Weimarer Republik
- Erich Emigholz (1922–1998), Ressortleiter und Kritiker in Bremer Zeitungen, Person des sogenannten „Bremer Stils“
- Hermann Engel (1899–1975), Bürgerschaftspräsident von 1966 bis 1970
- Osman Engin (* 1960), Satiriker
- Siegrid Ernst (1929–2022), Komponistin, Pianistin und Musikpädagogin
- Johannes Ewich (1525–1588), Stadtphysikus und erster Professor für Medizin am Gymnasium illustre
- Jürgen Feder (* 1960), Diplom-Ingenieur für Landespflege, Flora und Vegetationskunde, Autor, Chef-Pflanzenkartierer, plante und pflegte Naturschutzgebiete
- Ludwig Franzius (1832–1903), hat als Oberbaudirektor die Weserkorrektion geplant und durchgeführt
- Paul Freye (1869–1958), erster Gartenbaudirektor in Bremen, Gestalter des Osterholzer Friedhofs
- Manfred Fuchs (1938–2014), Raumfahrtingenieur und Unternehmer
- Hans-Dietrich Genscher (1927–2016), Referendar und Rechtsanwalt in Bremen, Politiker (FDP), Bundesminister a. D.
- Matthias Glandorp (1595–1636), Mediziner, Stadtphysicus in Bremen und Leibarzt des Erzbischofs von Bremen
- Ernst Glässel (1878–1950), Reedereidirektor Norddeutscher Lloyd
- Martha Goldberg (1873–1938), sozial engagierte Frau und jüdisches NS-Opfer der Reichspogromnacht
- Frauke von der Haar (* 1960), Volkskundlerin und Kunsthistorikerin, seit 2008 Direktorin des Bremer Focke-Museums
- Heinrich Hannover (1925–2023), Jurist und Autor
- Hans Hee (1924–2009), Erfolgs-Textdichter, langjähriger Vorsitzender des Deutschen Textdichter-Verbandes und Aufsichtsrat der GEMA
- Arthur Heidenhain (1862–1941), deutscher Historiker, Bibliothekar und Gründungsdirektor der Lesehalle Bremen von 1901 bis 1933
- Christian Abraham Heineken (1752–1818), Bremer Bürgermeister
- Hans Heintze (1911–2003), Kirchenmusiker, Organist und Domkantor in Bremen
- Rudolf Hengstenberg (1894–1974), Maler und Graphiker; lebte ab 1943 in Bremen
- Gregor Hennig (* 1974), Musikproduzent; lebt seit 2013 in Bremen
- Gerda Henning (1923–2007), Malerin
- Johann Hering (1599–1658), Jurist und Staatsmann
- Otthein Herzog (* 1944), deutscher Informatiker, Hochschullehrer Universität Bremen
- Karl Hinsch (1880–1971), deutscher Kapitän zur See der Kriegsmarine, u. a. von 1930 bis 1932 Gauführer Bremen des Stahlhelms
- Wilhelm Friedrich Hombergk zu Vach (1713–1784), deutscher Jurist, entwarf eine Bremer Kirchenordnung und eine Erneuerte Cantzlei-Ordnung der Reichsstadt Bremen
- Horst-Dieter Höttges (1943–2023), Fußball-Nationalspieler, Ehrenspielführer des SV Werder Bremen, Rekordspieler mit 420 Bundesligaeinsätzen für Werder, Dt. Meister 1965 mit Werder, Europameister 1972, Weltmeister 1974
- Ricarda Huch (1864–1947), Lehrerin, Bibliothekarin, Schriftstellerin, die 1896/1897 in Bremen lebte
- Kurt Hübner (1916–2007), prägender Intendant des Bremer Theaters (1962–1973)
- Hedwig Hülle (1794–1861), Schriftstellerin, Publizistin und Übersetzerin, lebte von 1815 bis 1848 in Bremen, u. a. Herausgeberin des Bremischen Albums (1839) und der Monatsschrift Der Bremer Jugendfreund (1833–1837)
- Wilhelm Theodor Hundeiker (1786–1828), Reformpädagoge und Philologe
- Zia Gabriele Hüttinger (* 1958), Gründerin des Obdachlosenhilfe-Vereins Die Bremer Suppenengel
- Rainer Iwersen (* 1945), Schauspieler, Regisseur, Übersetzer, Hörspielsprecher, Rezitator und Mitbegründer der bremer shakespeare company
- Helmut Jagielski (1934–2002), Fußballspieler, erster Libero der Bundesliga, Dt. Pokalsieger 1961, Dt. Meister 1965 mit dem SV Werder Bremen
- Walter Jokisch (1914–1984), Schauspieler, lebte und arbeitete hauptsächlich in Bremen
- Wilhelm Kaisen (1887–1979), Politiker (SPD), Präsident des Senats und Bürgermeister von Bremen (1945–1965)
- Lennard Kämna (* 1996), Radsportler, von 2007 bis 2010 bei der RRG Bremen
- Stephan-Andreas Kaulvers (* 1956), Bankmanager und Vorstandsvorsitzender der Bremer Landesbank
- Heinrich Kehrhahn (1881–1962), Konteradmiral
- Lothar Klimek (1921–2013), Fotokünstler, Sachbuchautor und Hochschullehrer
- Adolph Knigge (1752–1796), Autor des bekannten Werkes Über den Umgang mit Menschen (1788)
- Dorthe Kollo (* 1947), Sängerin, Radiomoderatorin NDR 1 mit eigener Sendung Bi uns to Huus
- Johann Kresnik (1939–2019), österreichischer Tänzer, Choreograf und Theaterregisseur, Ballettdirektor am Bremer Theater
- Friedrich Adolf Krummacher (1767–1845), reformierter Theologe und Pfarrer an der St. Ansgarii-Kirche, Parabel- und Kirchenliederdichter
- Herbert Kubicek (* 1946), seit 1988 Professor für Angewandte Informatik in Bremen
- Wolfgang Kulenkampff (* 1941), Manager und Geschäftsführer J.H. Bachmann
- Klaus Lage (* 1950), Sänger, Komponist, Botschafter der Seenotretter
- G. Carl Lahusen (1888–1973), 1921–31 Leiter der Norddeutschen Wollkämmerei & Kammgarnspinnerei
- Volker Lechtenbrink (1944–2021), Schauspieler, Synchronsprecher, Regisseur, Intendant, Texter und Schlagersänger
- Willi Lemke (1946–2024), langjähriger Manager des Fußballvereins Werder Bremen, Bremer Senator (SPD)
- Friedrich Ludwig Mallet (1792–1865), reformierter Geistlicher in Bremen, Zeitgenosse Onckens
- Victor Marcus (1849–1911), Senator, Bürgermeister und Stifter der ersten Lesehalle Bremen
- Barbara Massing (1960–2017), Kapitänin
- Gerhard von Mastricht (1639–1721), Rechtsgelehrter und Syndicus von Bremen
- Rudolf Matzner (1930–2019), Heimatkundler, Referent und Autor
- Otto Meier (1903–1996), Keramiker
- Christoph Georg Ludwig Meister (1738–1811), Pastor primarus an der Liebfrauenkirche, Kirchenlieddichter
- Friedel Muders (* 1953), Platten-Produzent und Designer von Schallplatten- und CD-Covern
- Eduard Nebelthau (1902–1971), Kaufmann und Unternehmer, Teilhaber J.H. Bachmann, Präses der Handelskammer Bremen
- Vladimír Neff (1909–1983), tschechischer Schriftsteller, Übersetzer, Drehbuchautor
- Uschi Nerke (* 1944), Architektin und Moderatorin des Beat-Clubs und des Musikladens
- Hans Günther Oesterreich (1910–1990), Gründer von Radio Bremen nach dem Zweiten Weltkrieg
- Johann Gerhard Oncken (1800–1884), Begründer der deutschen Baptistengemeinden (1. Hälfte des 19. Jahrhunderts)
- Hans Otte (1926–2007), Komponist und Pianist
- Josef Piontek (* 1940), Fußballspieler, -trainer, Dt. Pokalsieger 1961, Dt. Meister 1965 mit dem SV Werder Bremen
- Ernst Pündter (1884–1929), Schauspieler, Theaterleiter, Hörspielsprecher und -regisseur, sowie Sendeleiter der Außenstelle Bremen der Nordischen Rundfunk AG (NORAG)
- Otto Reckstat (1898–1983), Symbolfigur der Arbeitererhebung am 17. Juni 1953 in Nordhausen, acht Jahre Zuchthausstrafe, lebte und starb in Bremen
- Otto Rehhagel (* 1938), Fußballspieler und -trainer, Rekordtrainer der Bundesliga, 14 Jahre ununterbrochen Trainer beim SV Werder Bremen, Dt. Meister 1988, 1993, Dt. Pokalsieger 1991, 1994, Europapokalsieger der Pokalsieger 1992
- Karl Reich (1871–1944), Geschäftsmann und Ornithologe
- Carl Reinthaler (1822–1896), Komponist und Dirigent; wirkte von 1857 bis zu seinem Tod in Bremen als Städtischer Musikdirektor, Domorganist, Leiter des Domchors und der Singakademie
- Robert Rickmers (1864–1948), Kaufmann, Stiftung Gut Hodenberg
- Thomas Schaaf (* 1961), Fußballspieler, -trainer, Ehrenmitglied des SV Werder Bremen, 3× Dt. Meister, 5× Dt. Pokalsieger, Europapokalsieger der Pokalsieger
- Herbert Schäfer (1926–2019), Leiter der Kriminalpolizei 1969–1974, danach bis zur Pensionierung Leiter des Landeskriminalamtes, Verfasser einer Vielzahl von kriminalistischen Büchern und Artikeln, auch zur Geschichte der Bremer Kriminalpolizei
- Hugo Schauinsland (1857–1937), Direktor des Bremer Überseemuseums
- Gisela Scherzer-Rening (1925–2004), Schauspielerin und Opernsopranistin
- Manfred Schmidt (1913–1999), humoristischer Reiseschriftsteller und Comiczeichner, Erfinder von Nick Knatterton
- Sven Schomacker (* 1973), Politiker (Piratenpartei)
- Sören Seidel (* 1972), Fußballspieler
- Tomas Seyler (1974–2024), Dartspieler
- Johannes K. Soyener (1945–2018), Chemieingenieur und Schriftsteller von historisch-dokumentarischen Romanen
- Johanna Spyri (1827–1901), Jugendschriftstellerin und Schöpferin von Heidi
- Ingo Timm (* 1973), Informatiker, Professor an der Universität Frankfurt am Main
- Hermann Dietrich Upmann (1816–1894), Gründer der Tabakmarke H. Upmann und des Bankhauses H. Upmann & Co, Reeder und Bankier
- Hans D. Voss (1926–1980), Künstler, Vertreter der Abstrakten Kunst und des Informel in Deutschland
- Diedrich Heinrich Wätjen (1785–1858), Kaufmann, Reeder und Senator in Bremen
- Klaus Wedemeier (* 1944 in Hof), Politiker, Bürgermeister und Präsident des Senats 1985–1995 (SPD)
- Heinrich (Heinz) Weidemann (1895–1976), evangelischer Theologe, Landesbischof in Bremen
- Martin Welzel (* 1972), Organist, Musikwissenschaftler und Musikpädagoge; ehemaliger Schüler der Bremer Domorganistin Käte van Tricht
- Manjou Wilde (* 1995), Fußballspielerin, Bremens erste deutsche Nationalspielerin
- Peter Johann Willatzen (1824–1898), Lehrer, Übersetzer und Dichter, Lehrer an der Bremer Hauptschule
- Elisabeth Wischeropp (* 1961), Bildhauerin, lebt und arbeitet in Bremen
- Michael Wüstenberg (* 1954), emeritierter römisch-katholischer Bischof von Aliwal in Südafrika; war Kaplan und Pfarrer in Bremen
- Leopold Ziegenbein (1874–1950), errang als Kommodore der Bremen beim Norddeutschen Lloyd das Blaue Band
- Heinrich von Zütphen (um 1488 – 1524), Prior, Reformator und evangelischer Märtyrer